# Parmigianino

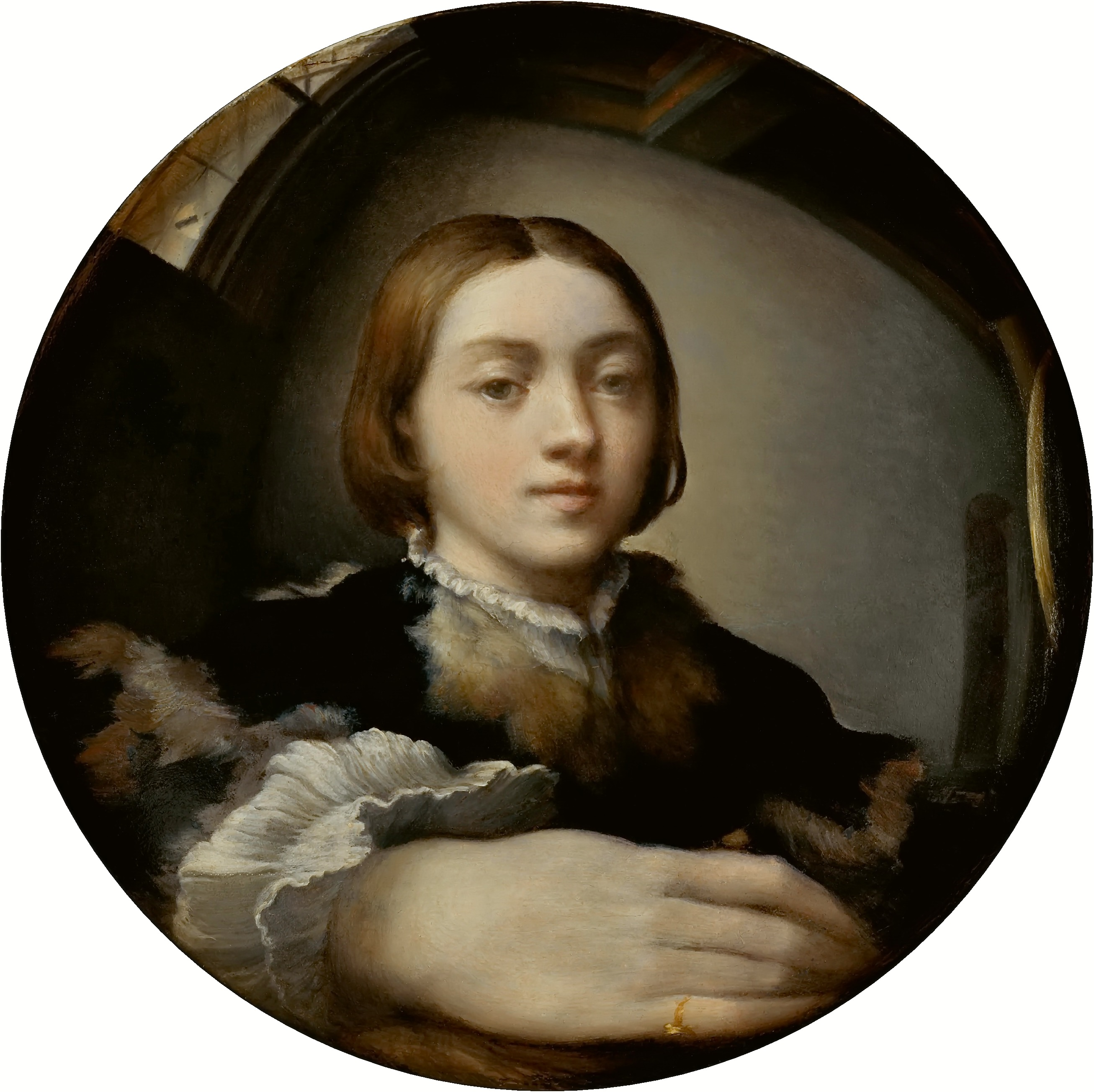
Autoritratto entro uno specchio convesso, 1524, Vienna, Kunsthistorisches Museum

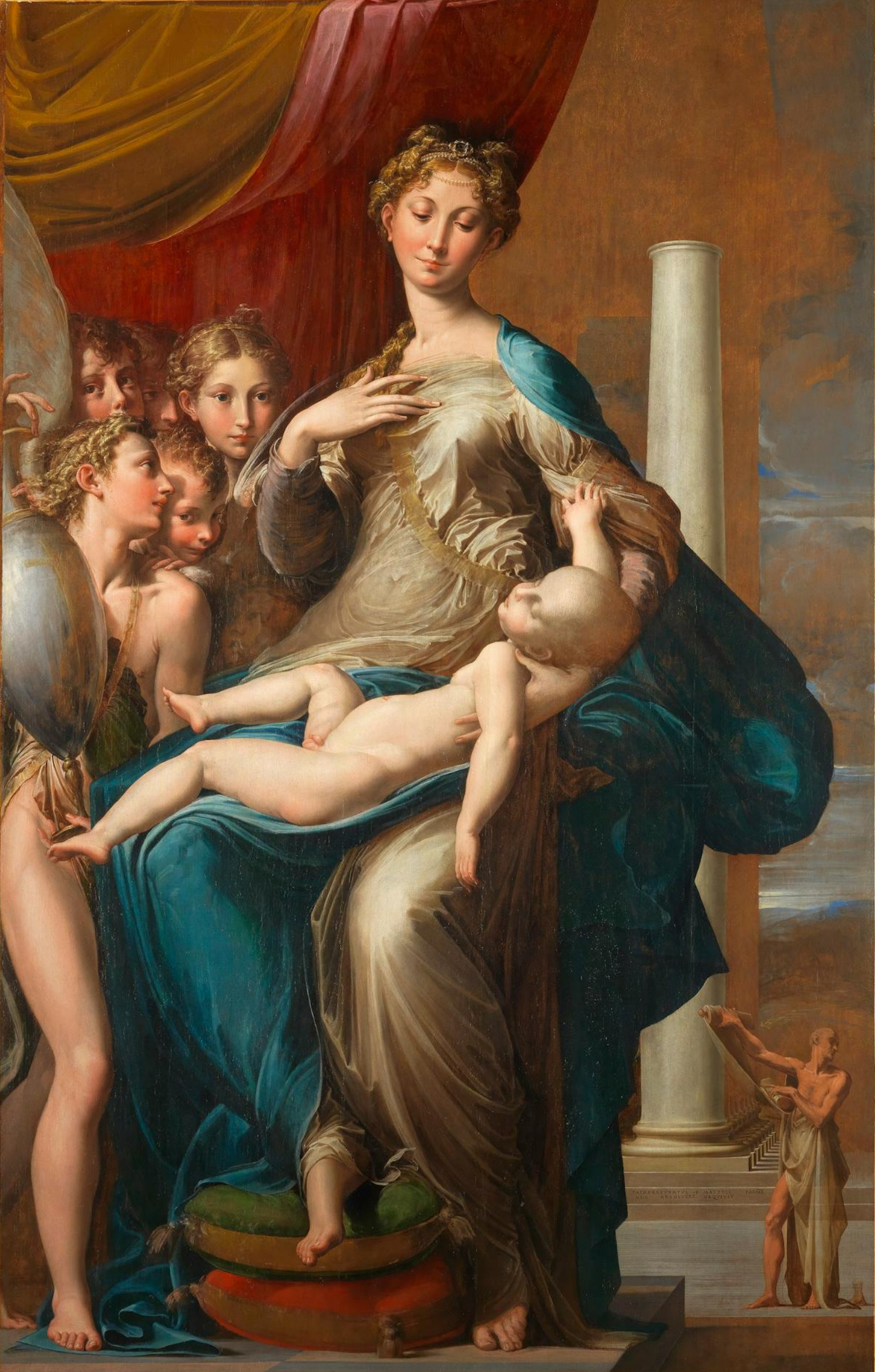
Madonna dal collo lungo (1534-1540), Firenze, Galleria degli Uffizi

Girolamo Francesco Maria Mazzola, detto Parmigianino (Parma, 11 gennaio 1503 – Casalmaggiore, 24 agosto 1540), è stato un pittore italiano, fondamentale esponente della corrente manierista e della pittura emiliana in generale.

## Biografia

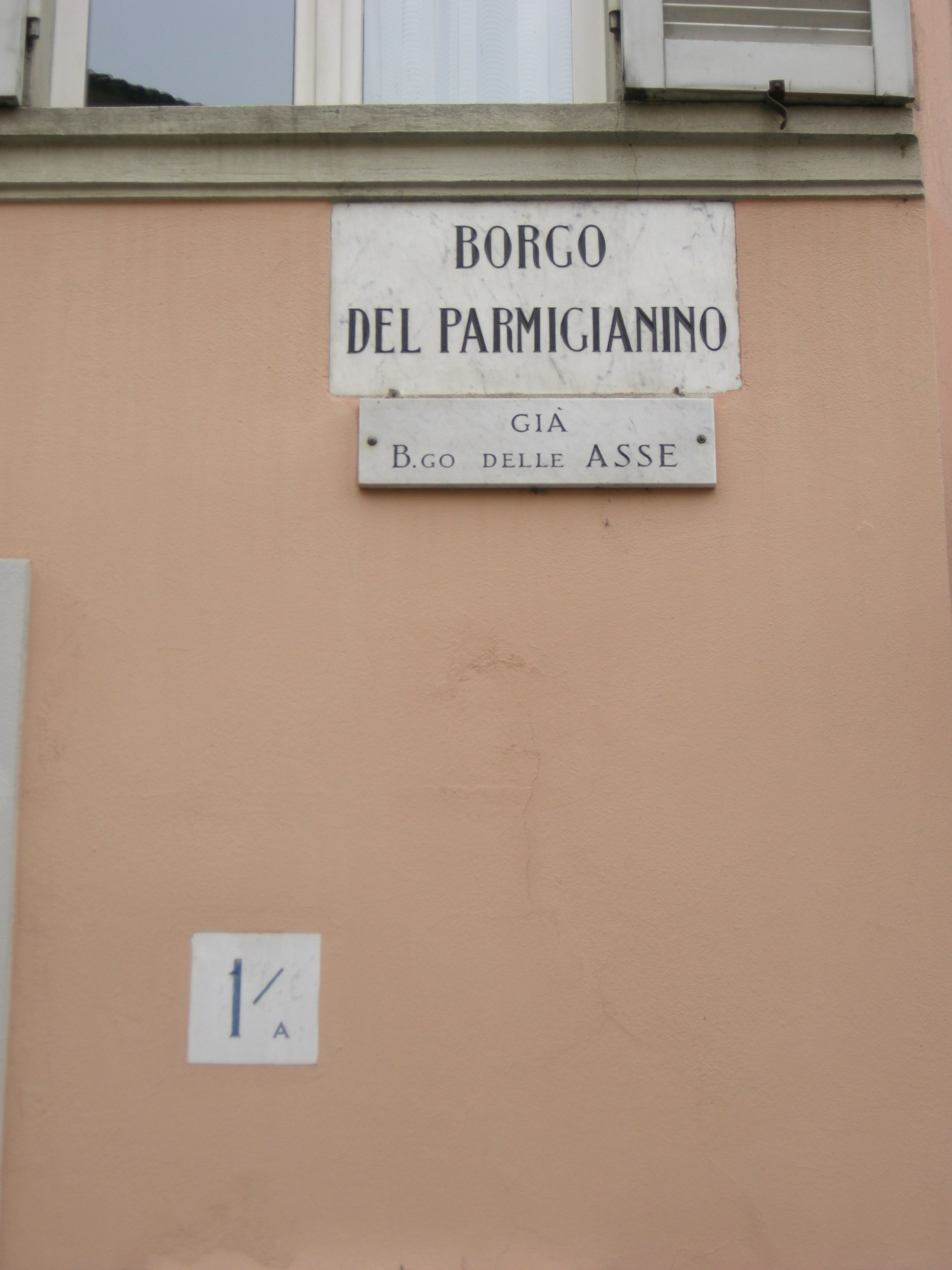
La strada dove nacque Parmigianino, a Parma

I Mazzola, anticamente originari di Pontremoli, si erano trasferiti a Parma fin dal 1305 e avevano praticato il commercio e l'artigianato ottenendo una solida base economica.
In un documento dell'archivio del battistero di Parma, Francesco risulta nato nella vicinia di San Paolo a Parma, l'11 gennaio 1503, dal pittore Filippo Mazzola e, come si ricava da altri documenti, una certa Donatella Abbati; ottavo di nove figli, fu battezzato due giorni dopo, il 13 gennaio. Il padre, dalla prima moglie Maria (figlia del pittore cremonese Francesco Tacconi, del quale era stato allievo), aveva avuto i figli maggiori, tra cui si conosce solo uno Zaccaria, pittore di scarso rilievo documentato nel 1525 in Umbria.
La famiglia del Parmigianino viveva nel vicolo delle Asse, oggi chiamato "borgo del Parmigianino". Anche gli zii Pier Ilario e Michele erano pittori che, alla morte di Filippo, avvenuta secondo il Vasari nel 1505 per un'epidemia di peste, si presero cura di Francesco per avviarlo allo studio del disegno e della pittura, "ancor che essi furono vecchi e pittori di non molta fama". I suoi zii furono infatti artisti modesti, ripetitori di una provinciale pittura di origine ferrarese: poterono insegnargli solo il corredo tecnico necessario a qualunque apprendista. Esempi importanti per la sua formazione artistica, anche se non decisivi, furono piuttosto gli affreschi del Correggio e dall'Anselmi a Parma e l'osservazione delle opere dei lombardi operanti a Cremona, come il Melone, il Bembo e soprattutto il Pordenone; dovette inoltre guardare a opere in città come quelle di Cima da Conegliano e Francesco Francia, nonché ai maestri locali come Francesco Marmitta e Cristoforo Caselli.
Molto probabilmente ebbe modo anche di ricevere un'educazione letteraria e musicale. La sua consuetudine con la lettura è testimoniata ad esempio in un disegno relativo agli affreschi della rocca di Fontanellato dove compare il primo verso della lirica CCCXXIV del Canzoniere di Francesco Petrarca.

### Prime opere

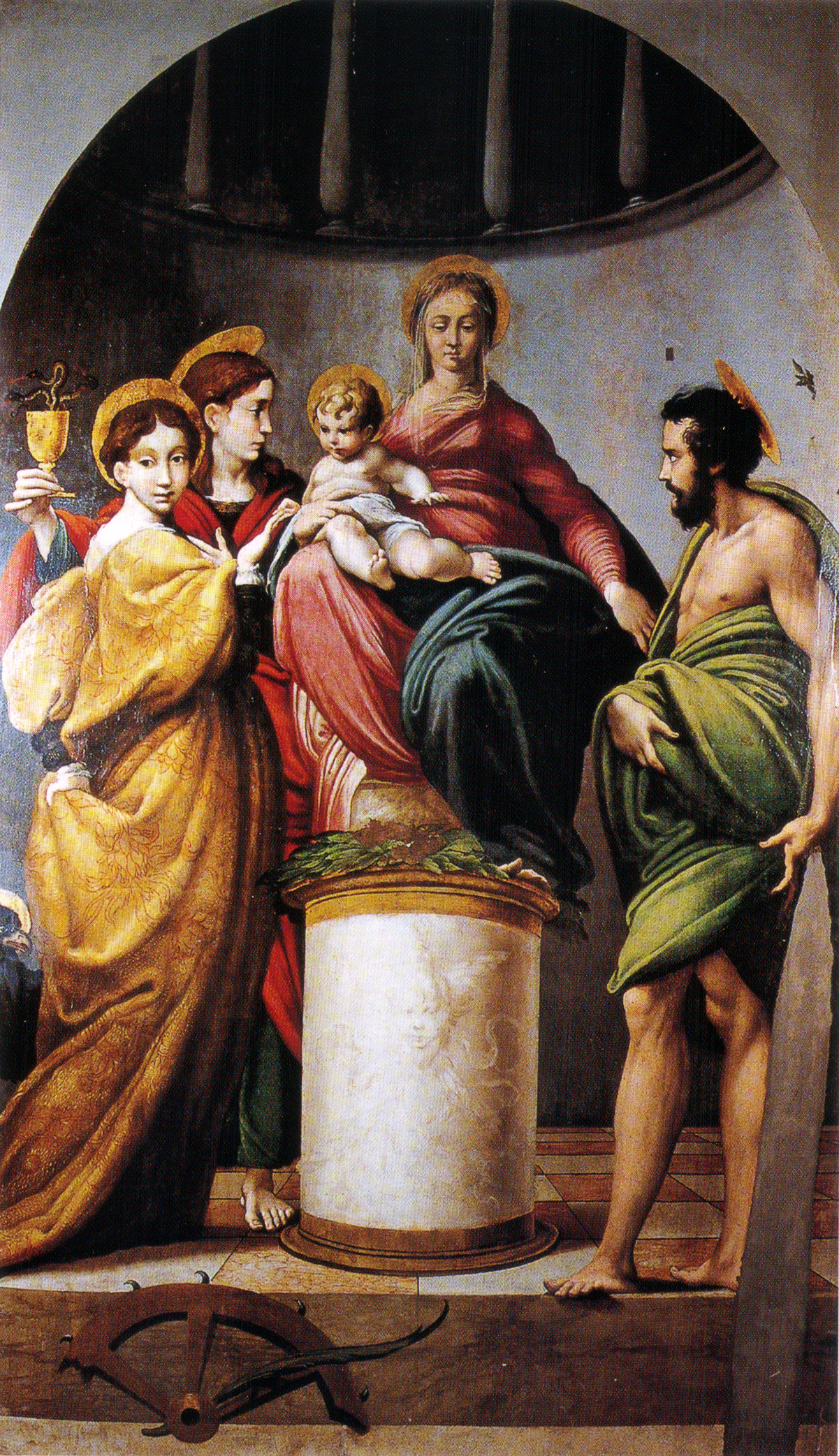
Pala di Bardi, 1521, Bardi, chiesa di Santa Maria Addolorata

Nel 1515 gli zii di Francesco ricevettero un acconto per una cappella nella chiesa di San Giovanni Evangelista, allora ancora in costruzione, ma non diedero nemmeno avvio ai lavori: alcuni hanno ipotizzato che meditassero già di farsi sostituire dal talentuoso nipote, che però all'epoca aveva appena dodici anni. Vasari dopotutto lo considerava già pittore autonomo a sedici anni, quando «dopo aver fatto miracoli nel disegno, fece in una tavola di suo capriccio un San Giovanni che battezza Cristo, il quale condusse di maniera, che ancora chi la vede resta maravigliato che da un putto fusse condotta sì bene una simil cosa. Fu posta questa tavola in Parma alla Nunziata, dove stanno i frati de' Zoccoli».
In un documento del 1517, in cui si metteva una sorta di ipoteca sulla casa per fornire di dote la figlia maggiore che si maritava, è riportato lo stato di famiglia Mazzola all'epoca: tra i vari componenti ci sono due figli maschi non maggiorenni, Giovanni, di anni venti, e Francesco, di quindici, mentre Zaccaria, ormai maggiorenne (cioè di più di 25 anni), aveva ormai lasciato la città, saldando la sua porzione di "ipoteca".
La guerra fra gli imperiali di Carlo V e i francesi di Francesco I, che devastava il Nord Italia, si era nel frattempo avvicinata a Parma. Nel 1521, quindi, gli zii decisero in via precauzionale di mandare Francesco in provincia, a Viadana, assieme al garzone Girolamo Bedoli-Mazzola (che nel 1529 sposerà Caterina Elena Mazzola, figlia di Pier Ilario). Qui, riferisce il Vasari, dipinse "due tavole a tempera, una delle quali, dove è san Francesco che riceve le stimite e santa Chiara, fu posta nella chiesa de' frati de' Zoccoli, e l'altra, nella quale è uno sposalizio di santa Caterina, con molte figure, fu posta in S. Piero. Né creda niuno che queste siano opere da principiante e giovane, ma da maestro e vecchio".
La tavola del San Francesco è ormai perduta, mentre l'altra è stata riconosciuta nella cosiddetta Pala di Bardi, oggi conservata nella chiesa di Santa Maria Addolorata di Bardi.
La guerra si concluse alla fine del 1521 e il Vasari scrisse che "finita la guerra e tornato Francesco col cugino a Parma... fece in una tavola a olio la Nostra Donna col Figliuolo in collo, San Ieronimo da un lato e il beato Bernardino da Feltro nell'altro" (opera perduta). La vittoria sui francesi, dei quali venne respinto l'assedio il 21 dicembre 1521, fu poco dopo l'occasione per erigere una nuova chiesa in ringraziamento alla Vergine, dove Parmigianino contribuì poi alla decorazione: la Madonna della Steccata.

### Gli affreschi in San Giovanni Evangelista

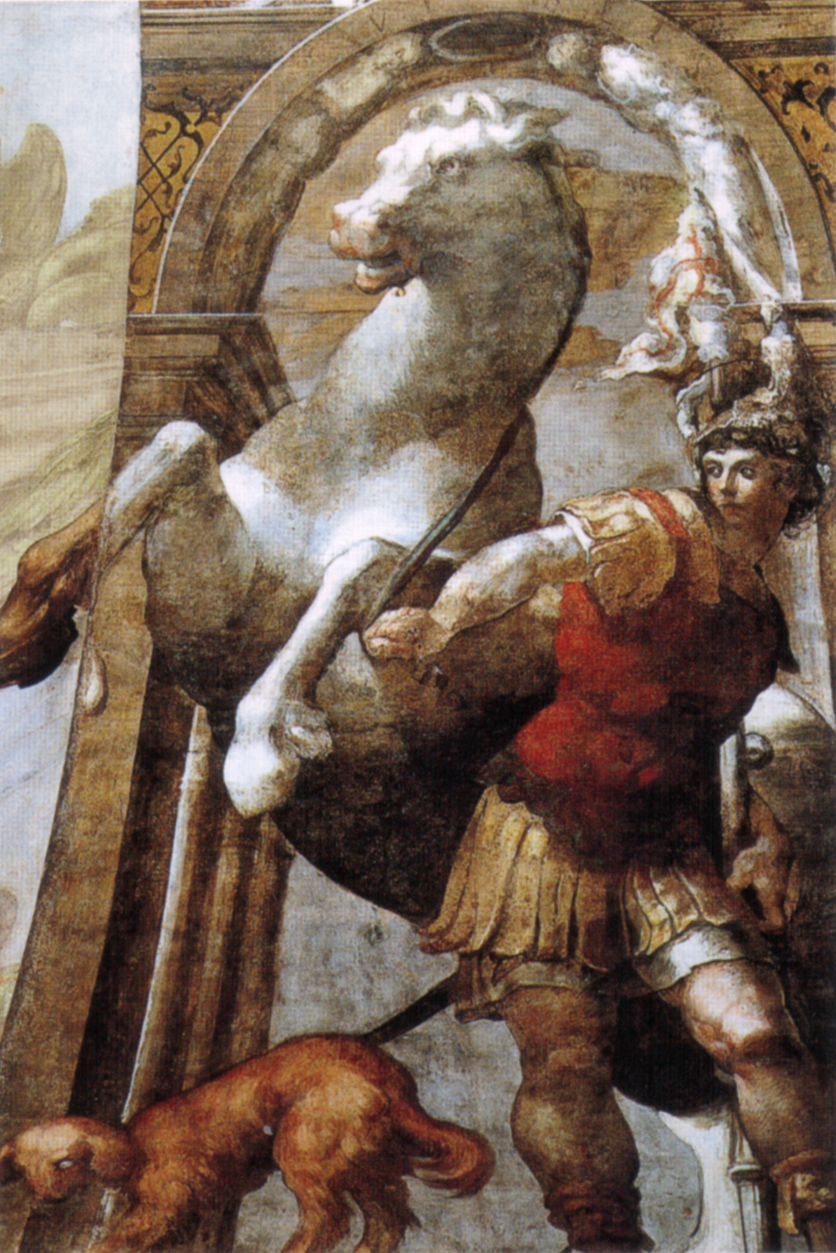
San Vitale e il cavallo, 1523 circa, San Giovanni Evangelista

La città era adesso sicuramente tenuta dal commissario e governatore apostolico Francesco Guicciardini; poterono così riprendere i lavori nella chiesa di San Giovanni Evangelista dove, almeno dal 21 novembre 1522, è documentato Parmigianino al fianco del Correggio, di Francesco Maria Rondani e di Michelangelo Anselmi. Nella cupola Parmigianino dipinse almeno un putto al lato di uno dei pennacchi, più "malizioso e guizzante" di quelli correggeschi.
Si dedicò quindi alle cappelle laterali (prima, seconda e quarta cappella della navata sinistra), in cui si legge già una pennellata salda e sciolta, nonché una sensibilità atta a creare figure monumentali e venate di risvolti psicologici.
Nella prima cappella affrescò Sant'Agata e il carnefice, proiettato illusionisticamente verso l'osservatore, diversamente dalle Sante Lucia e Apollonia, che restano inserite in una nicchia semicircolare; mostrano attenzione alla maniera dell'Anselmi, un correggesco formatosi a Siena nello studio del Sodoma e del Beccafumi. Suoi sono anche il fregio e il sottostante Eterno con angeli, molto rovinato.
Nella seconda cappella affrescò i Due diaconi leggenti, il presunto San Vitale - o, forse, San Secondo -, i Putti e animali e il monocromo dipinto nel sottarco della cappella. Il cavallo impennato a fianco del San Secondo è in relazione con un particolare dell'affresco della Crocifissione eseguito due anni prima dal Pordenone nel duomo di Cremona, del quale tuttavia Parmigianino attenuò la gestualità esibita e violenta, ammorbidendola secondo un movimento più fluido delle figure.
La decorazione della quarta cappella era stata affidata il 27 febbraio 1515 agli zii Michele e Pier Ilario; l'insolvibilità del proprietario della cappella, Nicolò Zangrandi, aveva fatto rimandare i lavori, che poterono iniziare solo nel 1522. Già attribuiti al Parmigianino, solo recentemente la scoperta di disegni preparatori li ha fatti assegnare invece con relativa certezza a Michelangelo Anselmi.
Il successo in San Giovanni gli aprì le porte di nuove commissioni. Già il 21 novembre 1522 i fabbricieri del duomo di Parma firmarono un contratto coi suoi zii per la decorazione con quattro figure della crociera sopra l'altare. In quell'occasione egli è già definito "magister", malgrado la giovanissima età che richiedeva ancora la presenza dei tutori; venne pattuito un congruo compenso di 145 ducati d'oro (si pensi che a Correggio per l'intera cupola e le pertinenze erano stati accordati, il 3 novembre, 1 000 ducati). Parmigianino, però, alla fine in Duomo non mise mai alla prova il proprio pennello.

### Alla corte dei Sanvitale

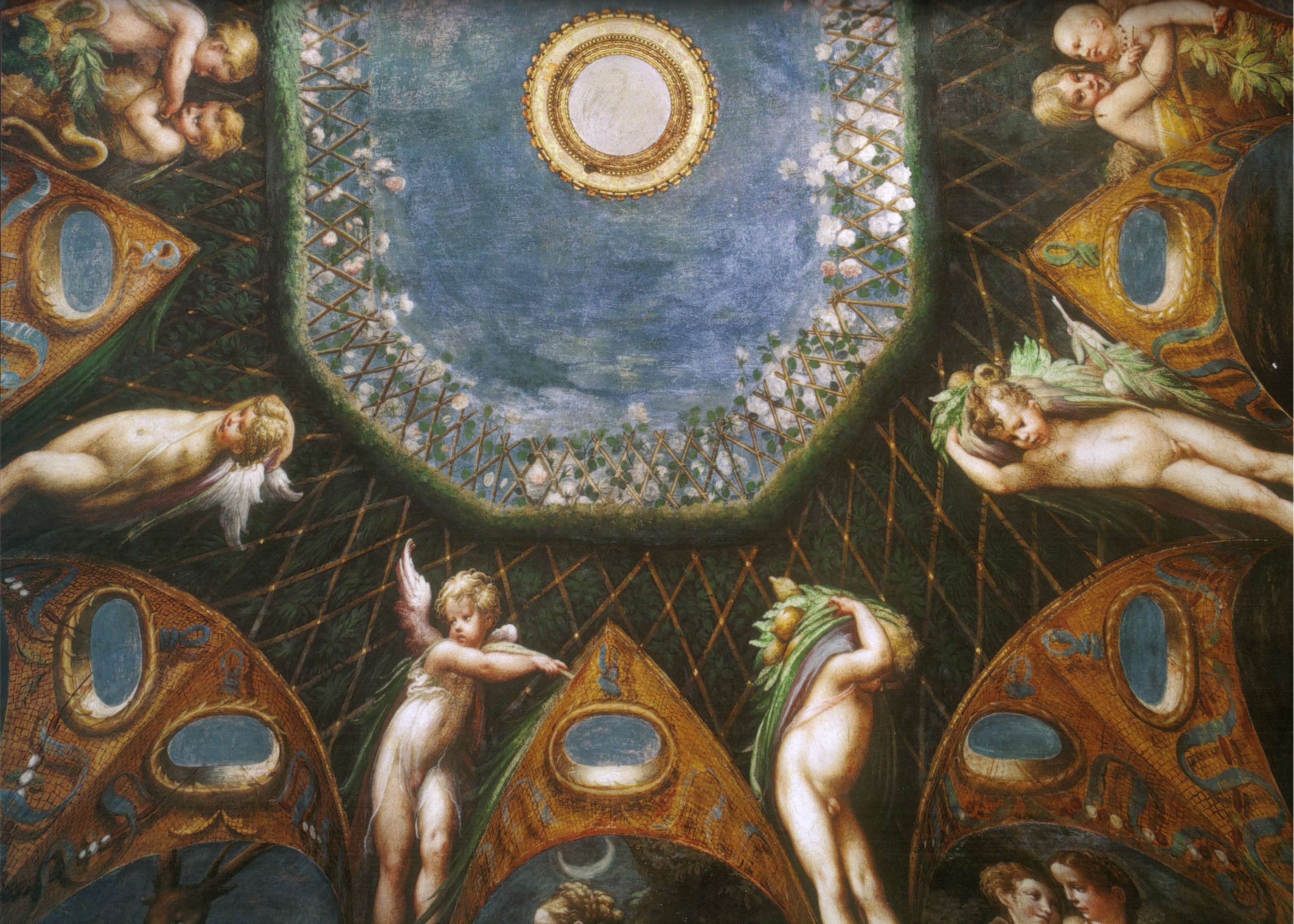
Stufetta di Diana e Atteone, 1524, Fontanellato, Rocca Sanvitale

Nel 1523 o, al più tardi, nella prima metà del 1524, prima della partenza per Roma, nel soffitto di una stanza della Rocca Sanvitale di Fontanellato, presso Parma, affrescò la cosiddetta "stufetta" (la cui misteriosa destinazione originale è tuttora molto discussa) con quattordici lunette ove sono rappresentati episodi della favola ovidiana di Diana e Atteone, intramezzate da pennacchi in cui sono dipinti dodici putti; lo sfondo è dato da un pergolato a cui segue più in alto una siepe di rose, oltre la quale si affaccia il cielo; al centro del cielo è uno specchio rotondo recante la scritta RESPICE FINEM ("osserva la fine", inteso della storia).
Gli affreschi si compongono di quattro scene, con la Ninfa inseguita dai cacciatori, l'Atteone mutato in cervo, l'Atteone sbranato dai cani, e la Cerere con le spighe, in cui è forse rappresentata Paola Gonzaga, moglie del committente Galeazzo Sanvitale. È evidente il debito dovuto al Correggio della Camera di San Paolo e tuttavia il plasticismo pieno e naturalistico del suo maestro si ammorbidisce qui in soluzioni di più fluida e lieve stilizzazione.
Il mito di Atteone che, per aver sorpreso la dea Diana al bagno, viene da questa mutato in cervo ed è sbranato dai suoi stessi cani, è stato interpretato come una metafora del processo alchemico, dell'unione del principio maschile e femminile, ove il cacciatore Atteone, pur di appropriarsi del principio divino, la dea Diana, è disposto a mutarsi da predatore a preda e a morire.
La tavola del Ritratto di un collezionista è il suo primo esempio di ritratto, ma non è noto il nome dell'uomo, individuato come un collezionista dagli oggetti d'arte che vengono rappresentati nella tavola, e che s'impone per la forza espressiva della posa e per lo sguardo tagliente e arrogante. Ben riconoscibile è il Libro d'Ore Durazzo - manoscritto miniato dal concittadino Francesco Marmitta - che l'uomo reca nella mano.
Dello stesso periodo è anche il Ritratto di Galeazzo Sanvitale, opera di rappresentanza che coniuga un pungente realismo, spesso virtuosistico, con la sfarzosa rappresentazione degli status symbol del committente, dall'armatura scintillante all'abito elegantissimo, dai guanti da nobile alla medaglia tenuta in mano, che ricorda i suoi interessi culturali.

### Preparativi per Roma

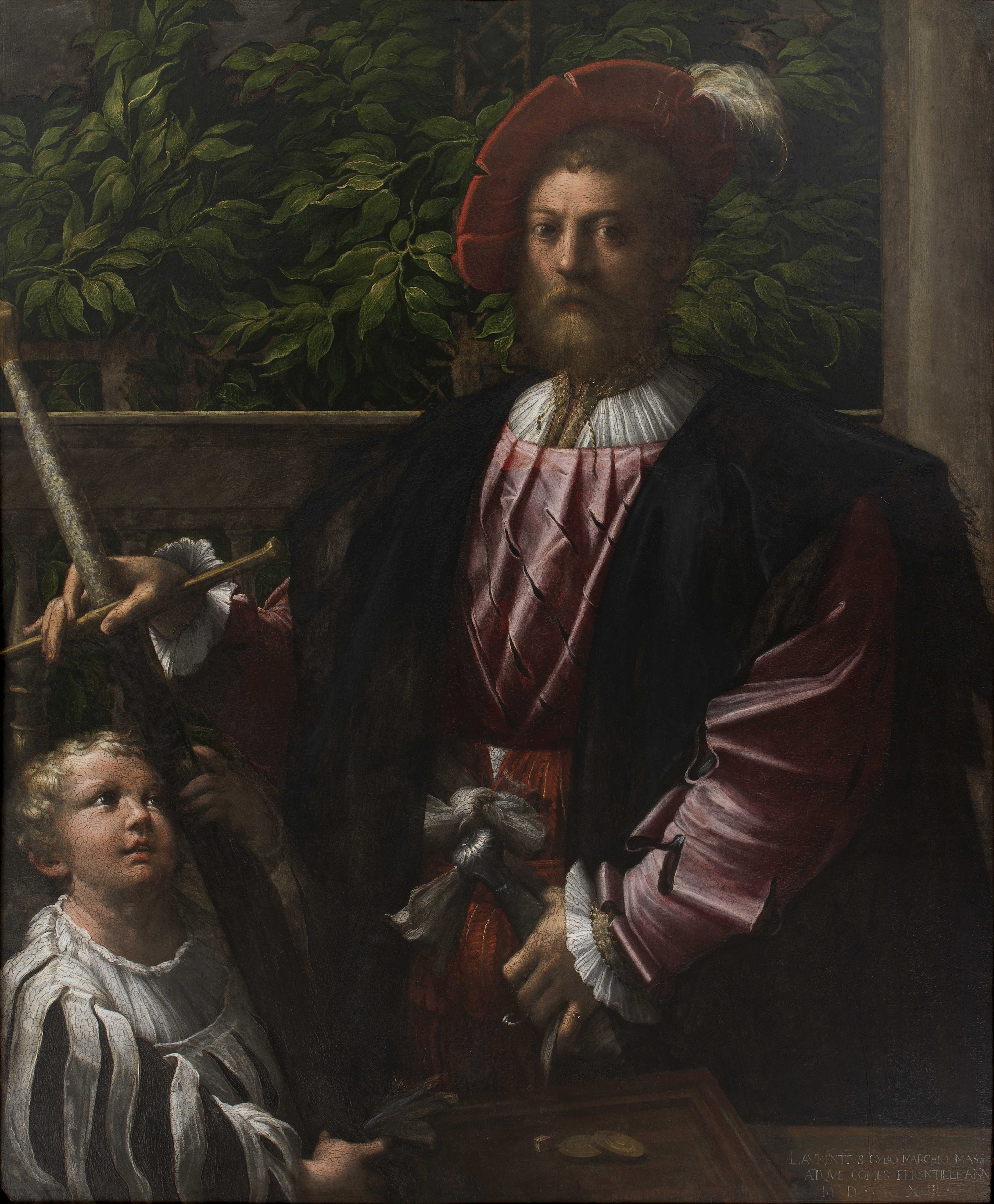
Ritratto di Lorenzo Cybo, 1524 circa, Copenaghen, Statens Museum for Kunst

Nell'estate del 1524, cessata un'epidemia di peste, partì per Roma; scrive Vasari che "venuto in desiderio di veder Roma [...] disse l'animo e disiderio suo ai vecchi zii, ai quali parendo che non fusse cotal desiderio se non lodevole, dissero esser contenti, ma che sarebbe ben fatto che egli avesse portato seco qualche cosa di sua mano che gli facesse entratura a que' signori et agl'artefici della professione; il qual consiglio non dispiacendo a Francesco, fece tre quadri, due piccoli et uno assai grande, nel quale fece la Nostra Donna col Figliuolo in collo che toglie di grembo a un Angelo alcuni frutti et un vecchio con le braccia piene di peli, fatto con arte e giudizio e vagamente colorito [...]. Finite queste opere [...] accompagnato da uno de' suoi zii, si condusse a Roma".
Delle tre tavole citate da Vasari, si sono riconosciute la Sacra Famiglia con angeli, oggi al Museo del Prado e il suo famoso Autoritratto entro uno specchio convesso, di cui fu Vasari impressionato dall'invenzione del giovane artista: oltre la bellezza "angelica" del pittore e la novità suggestiva dell'invenzione, vi si può cogliere una manifestazione della nuova sensibilità manieristica, grazie alla presenza della visione anamorfica della mano deformata dalla forma dello specchio.
Può darsi che gli stessi Sanvitale incoraggiarono e favorirono il viaggio: Paola era infatti sorella di Giulia Gonzaga, la moglie di Vespasiano Colonna, e cognata quindi di Vittoria Colonna, la regina dei circoli intellettuali romani. Inoltre il cardinale Innocenzo Cybo, vicinissimo al papa, avrebbe dovuto presiedere al battesimo del figlio di Galeazzo e Paola nel settembre 1523: uno dei primi lavori a Roma Parmigianino lo ottenne infatti proprio dal fratello del cardinale, Lorenzo Cybo.
Nel viaggio a Roma Francesco fu accompagnato dallo zio Pier Ilario e forse, passando per l'Umbria, si unì ai due anche suo fratello Zaccaria, attivo a Perugia e altrove, e la cui firma si trova tra quelle degli artisti nelle "grotte" della Domus Aurea.

### A Roma
Arrivato a Roma, fece dono delle sue opere a papa Clemente VII, ma non ottenne commissioni dirette dal pontefice, nonostante la promessa di affidargli la Sala dei Pontefici nell'Appartamento Borgia. Lavorò piuttosto per personaggi della corte pontificia, come Lorenzo Cybo, capitano delle guardie pontificie, che ritrasse verso il 1524. In questa opera, oggi a Copenaghen, confermò la sua grande acutezza d'individuazione psicologica.

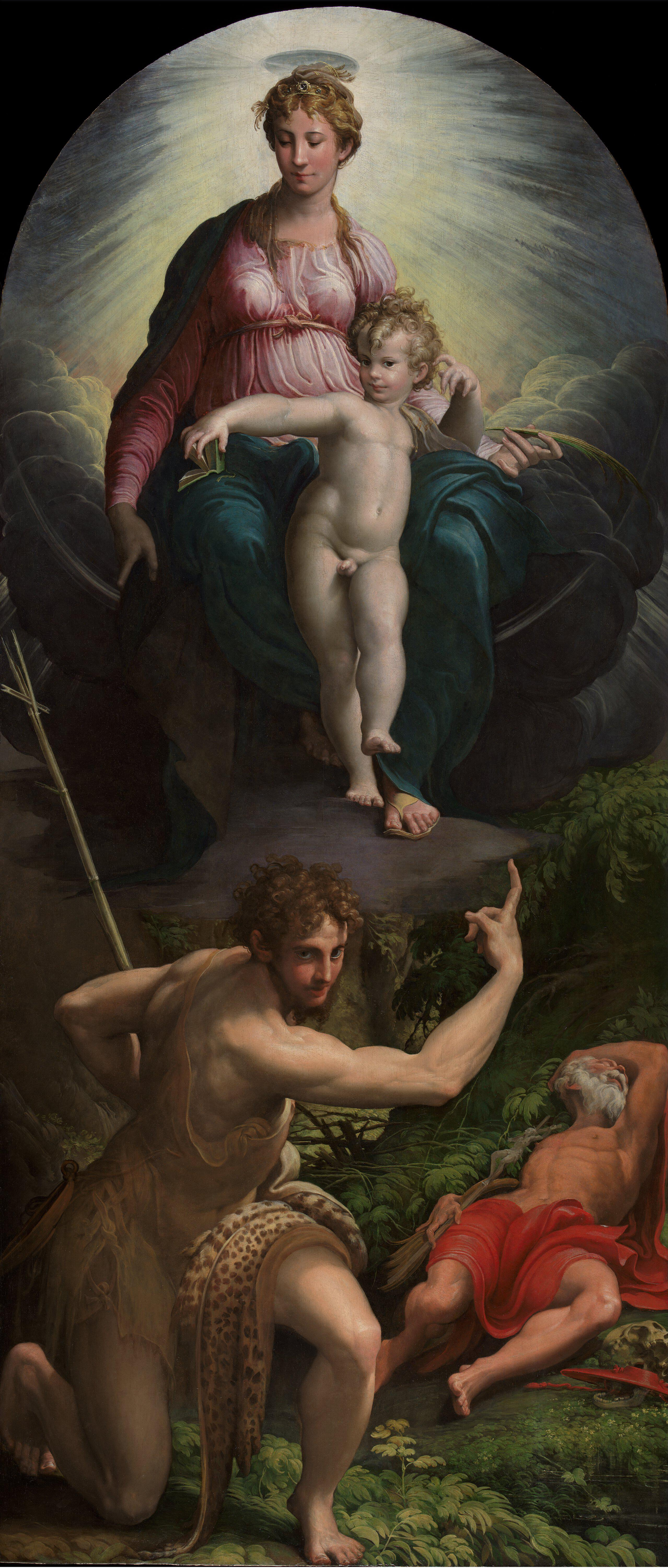
Visione di san Girolamo, 1526-1527, Londra, National Gallery

A Roma studiò soprattutto Raffaello, del quale veniva indicato spesso come "novello" successore, come ricorda Vasari: "lo spirito del qual Raffaello si diceva poi esser passato nel corpo di Francesco, per vedersi quel giovane nell'arte raro e ne' costumi gentile e grazioso [... e] s'ingegnava d'immitarlo in tutte le cose, ma soprattutto nella pittura; il quale studio non fu invano, perché molti quadretti che fece in Roma, la maggior parte de' quali vennero poi in mano del cardinal Ippolito de' Medici, erano veramente maravigliosi". Entrò nei circoli dei discepoli di Raffaello attivi ai Palazzi Vaticani dopo la morte del maestro, conoscendo Perin del Vaga, Baldassarre Peruzzi, Polidoro da Caravaggio, oltre a Sebastiano del Piombo e Rosso Fiorentino. Da quest'ultimo, che lavorava per lo stesso editore di stampe tratte da loro disegni, Baverio dei Carocci, dovette trarre feconde ispirazioni per la sua pittura futura, con l'esasperato allungamento delle figure e la pittura a tocchi rapidi, non fusi, che saranno tenute presenti nelle successive opere del Parmigianino. Degli studi di Raffaello e dell'arte classica restano vari disegni, come una testa del Laocoonte a Chatsworth o uno schizzo della Scuola di Atene, alla Royal Library del Castello di Windsor.
La conta delle opere create nel breve soggiorno romano è un argomento assai controverso nella critica. Molti lavori sono infatti riferiti ora al 1524-1527, ora al successivo periodo bolognese (fino al 1530). Ad esempio, la Sacra Famiglia con san Giovannino del Museo di Capodimonte è il più raffaellesco e classico dei suoi dipinti, con richiami alla Madonna del Diadema blu della bottega di Raffaello, ma oggi si tende in genere ad identificarlo con una delle opere a "guazzo" che Vasari ricordò come eseguite appena arrivato a Bologna.
Sicuramente a Roma eseguì la Visione di san Girolamo, una monumentale pala d'altare che avrebbe dovuto essere al centro di un trittico, commissionato da Maria Bufalini di Città di Castello. La tavola, dipinta nel 1527, fu preceduta da un intenso lavoro preparatorio e fu interrotta per il sopraggiungere dei Lanzichenecchi durante il Sacco di Roma. Originalissima e volutamente spregiudicata è la composizione che si assesta su piani verticali in sequenza, in rapida successione, senza interesse a definire uno spazio geometricamente misurabile, ma che al contrario appare innaturale e vertiginoso. Il Battista in primo piano, compiendo una torsione di michelangiolesca memoria, indirizza lo spettatore alla visione della Vergine col Bambino più in alto, illuminata da una luce divina dietro l'aureola che ricorda le epifanie divine del Correggio. San Girolamo addormentato ha evocato col suo sogno la visione e si trova scorciato su un prato a destra, in una posa che ricorda la Venere di Correggio. Ma rispetto ai modelli resta originalissimo il rapporto tra le figure, l'allungamento delle proporzioni, l'uso espressivo del colore e l'estrema ricercatezza nei dettagli.

### Il Sacco

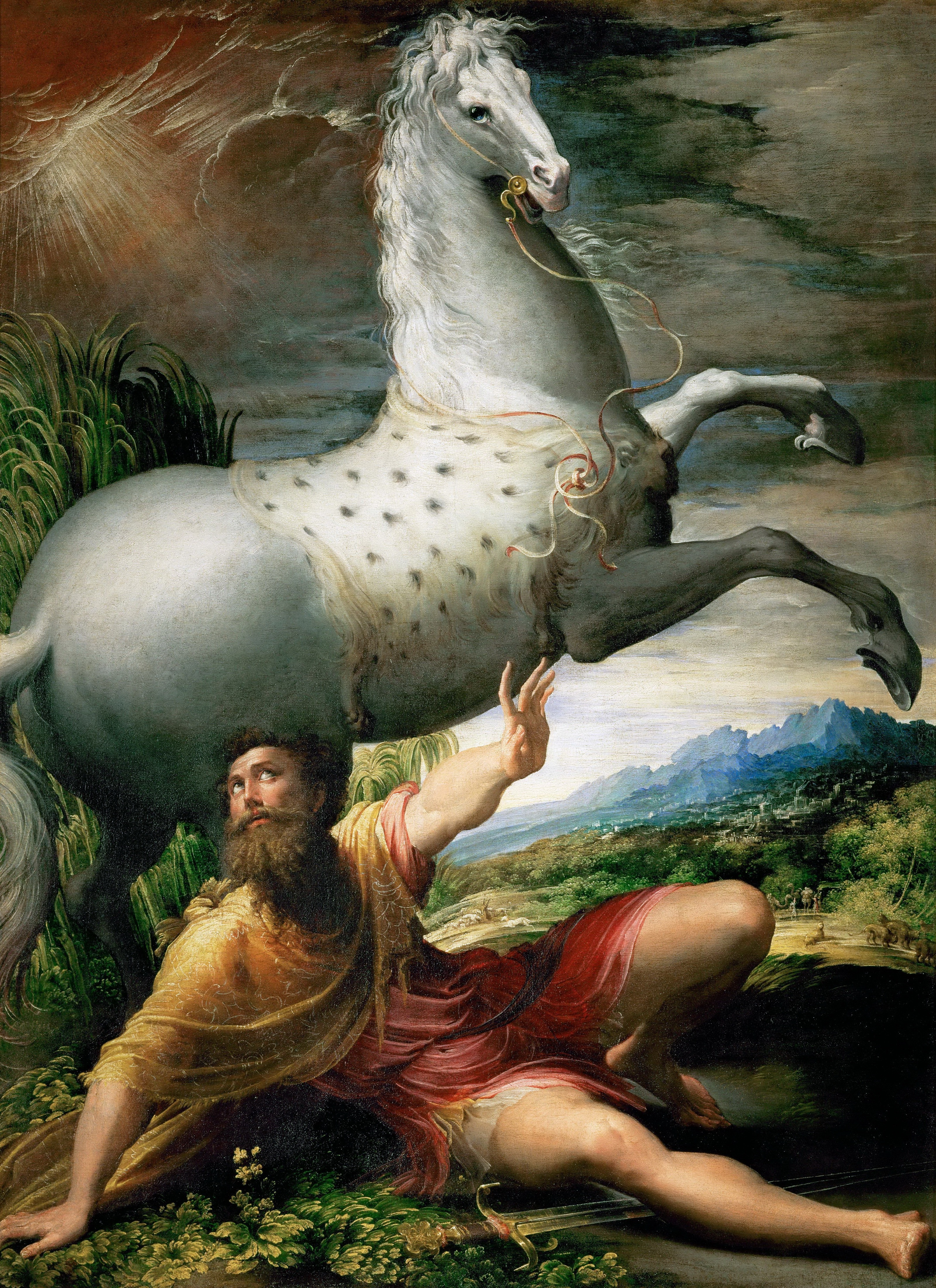
Conversione di san Paolo, 1527, Vienna, Kunsthistorisches Museum

Il 6 maggio 1527 i Lanzichenecchi giunsero dunque in città.
Nonostante i drammatici avvenimenti del Sacco, inizialmente il pittore restò in città dove, secondo la cronaca che fornisce Vasari, trovò la protezione di alcuni soldati tedeschi folgorati dalla visione della pala a cui stava lavorando. Essi gli richiesero disegni e acquerelli come taglia, ma poi, sentendosi minacciato da altre truppe, fu spedito in tutta fretta in Emilia dallo zio Pier Ilario, che si trovava con lui, il quale si prese cura, prima di lasciare a sua volta la città, di affidare la Visione di san Girolamo ai frati di Santa Maria della Pace.
Studi recenti ipotizzano che la spavalda avventura del Parmigianino fosse stata in realtà resa possibile dal rifugio trovato presso gli accoglienti Colonna, filoimperiali, proprio in virtù delle sue conoscenze coi Sanvitale a essi imparentati. Parmigianino voleva stupire coloro che guardavano.

### Il periodo bolognese
Giunse nel giugno 1527 in Emilia ma, invece di tornare a casa, decise di stabilirsi a Bologna, che a quell'epoca era la seconda più popolosa città dello Stato Pontificio: probabilmente la fama acquistata nella Città Eterna lo spinse a cercare fortuna in un altro grande centro, piuttosto che nella propria città. Vi rimase quasi quattro anni, durante i quali raggiunse la maggiore età, emancipandosi completamente dagli zii.
La sua prima opera bolognese fu, secondo Vasari, il San Rocco e un donatore per la basilica di San Petronio. In quest'opera, in linea con la Visione di san Girolamo, aggiunse una carica sentimentale - gli occhi al cielo del Santo, lo sguardo compuntamente insistito del donatore, persino la partecipazione emotiva del cane - che resta come bloccata e irrisolta nell'enfasi ricercata della gestualità di san Rocco. Era ancora poco frequente trovare, nella tradizione italiana precedente la Controriforma, la rappresentazione di un unico santo che esprimesse la mediazione della esigenze devote di un offerente con il cielo.

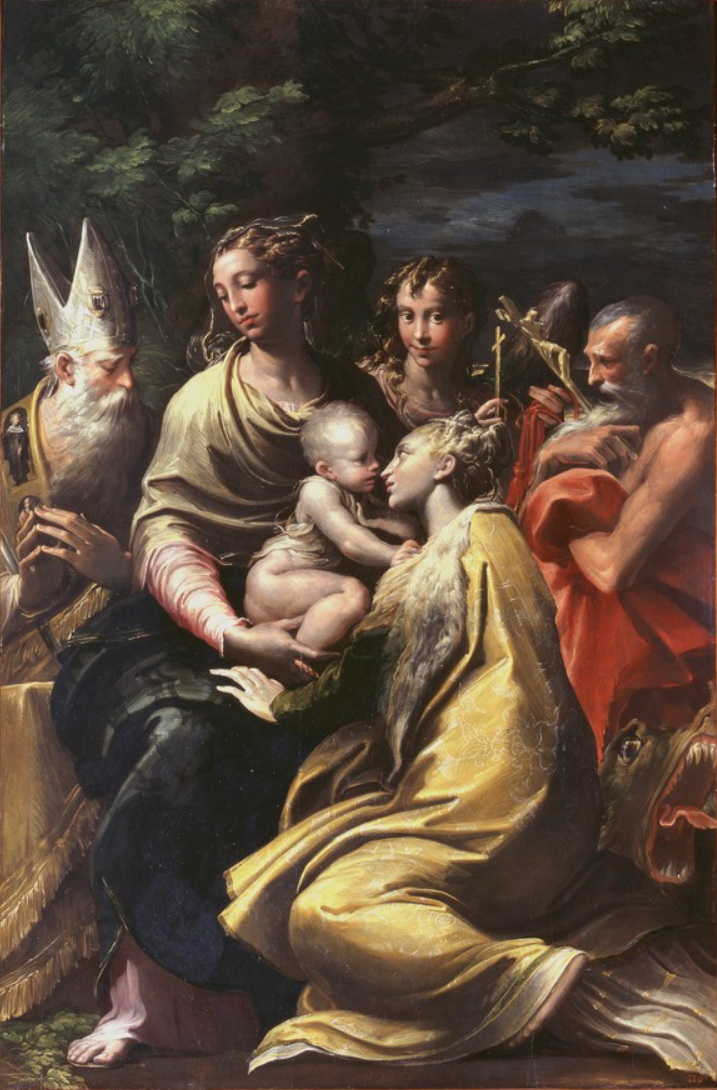
Madonna di Santa Margherita, 1529-1530, Bologna, Pinacoteca Nazionale

Dalla nota di Vasari - "fece poi per l'Albio, medico parmigiano, una conversione di san Paulo con molte figure e con un paese, che fu cosa rarissima" - si è individuata la tela della Conversione di san Paolo di Vienna, in passato assegnata tuttavia a Nicolò dell'Abate. Esiste infatti un disegno che riproduce con poche variazioni la tela e, se il riferimento alla Cacciata di Eliodoro dal tempio di Raffaello, nelle Stanze vaticane, è chiaro, la figura antinaturalistica del cavallo, dal collo gonfio e la testa piccola e sottile, le redini ridotte a un filamento capriccioso, la gualdrappa setosa, le vesti leggere del santo, le lumeggiature dorate della superficie, danno al dipinto il segno di un'invenzione decorativa, di un'astrazione deformata e compiaciuta.
Intorno al 1528 risale anche la composizione dell'Adorazione dei Magi di Taggia. Opera cardine del periodo bolognese è però la Madonna di Santa Margherita, dipinta tra il 1529 e il 1530. In questo lavoro le figure allungate ed estremamente eleganti hanno una varietà di pose, gesti e sguardi che generano un moto circolare per l'occhio dello spettatore, incitato da linee di forza a spostarsi da un capo all'altro della pala, secondo una tecnica già usata da Correggio. Il segno è veloce, con tocchi rapidi che restano visibili e danno alla pittura un effetto vibrante di estrema modernità.

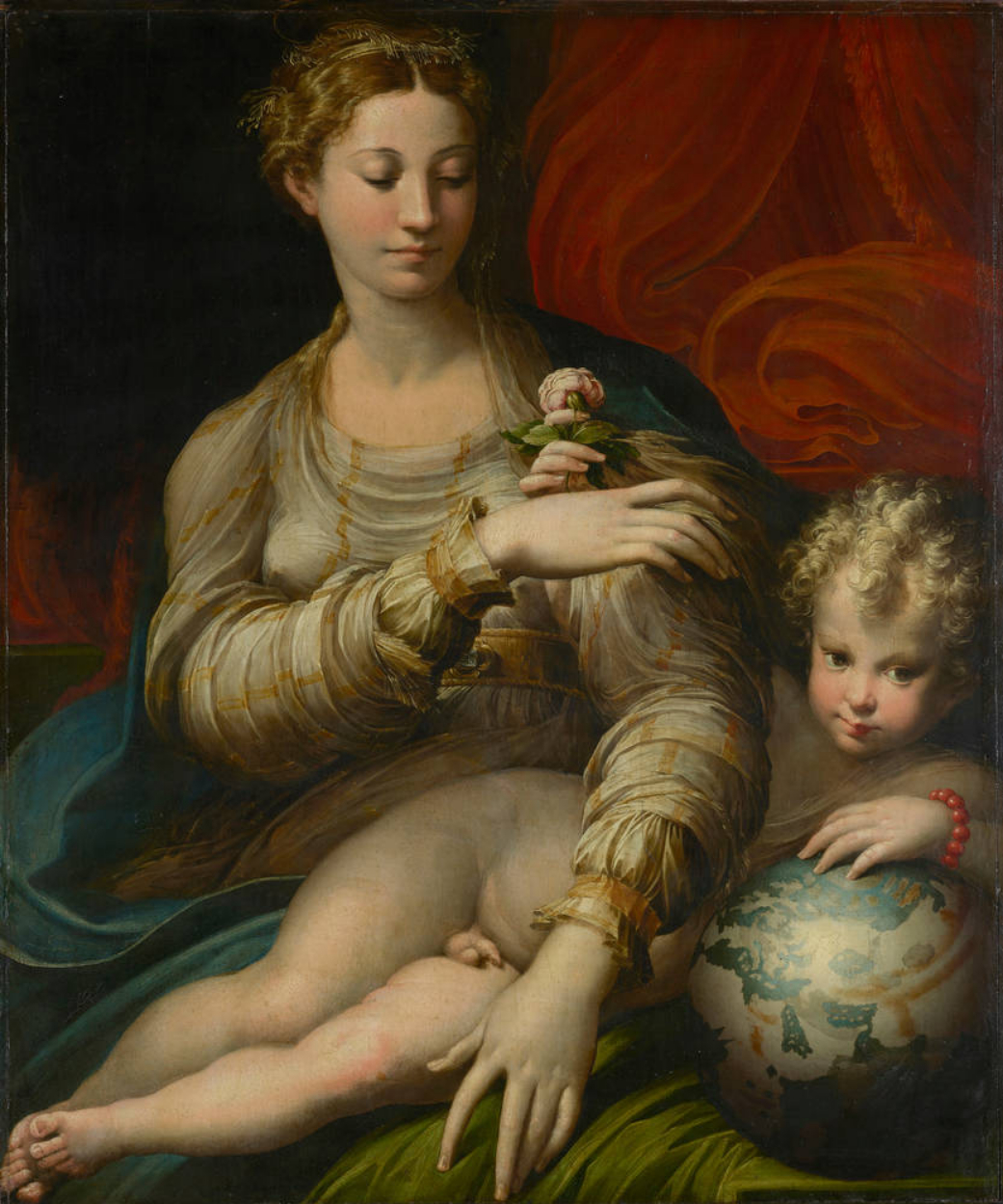
Madonna della Rosa, 1530 circa, Dresda, Gemäldegalerie

Notevole è anche la Madonna della Rosa, opera di estrema raffinatezza, dal sapore quasi pagano, commissionata da Pietro Aretino e donata poi a papa Clemente VII in occasione della sua visita in città per l'incoronazione di Carlo V. La veste trasparente della Madonna, la posa del Bambino dai capelli inanellati e con un bracciale di corallo al polso, gli sbuffi della tenda, danno infatti al dipinto un'essenziale impronta profana, persino sensuale. Lo comprese bene anche Ireneo Affò, per il quale infatti l'opera avrebbe dovuto rappresentare una Venere e Cupido, ma l'ipotesi viene smentita da tutti i disegni preparatori. In realtà i temi, religiosi o profani che siano, devono soggiacere all'irreversibile indirizzo stilistico scelto dal Parmigianino: eleganza decorativa, preziosità formale e ricercato virtuosismo compositivo.
In definitiva, i risultati del periodo bolognese sul piano economico e sociale furono sostanzialmente poco concludenti: le commissioni furono defilate (un convento femminile, alcuni borghesi) e i nuovi tentativi di fare breccia nel papa andarono a vuoto. L'occasione per un salto di qualità arrivò piuttosto dall'imperatore, che, come ci informa ancora Vasari, "Francesco, andando talora a vederlo mangiare, fece senza ritrarlo l'imagine di esso Cesare a olio in un quadro grandissimo, et in quello dipinse la Fama che lo coronava di lauro, et un fanciullo in forma d'un Ercole piccolino che gli porgeva il mondo quasi dandogliene il dominio". In quest'opera, oggi in una collezione privata statunitense (ma forse solo copia dell'originale perduto), la Fama, che può meglio interpretarsi come la Gloria o una Vittoria alata, sospende un ramoscello di palma - simbolo delle conquiste spirituali - sopra il capo dell'imperatore e uno di alloro - simbolo delle conquiste materiali - sul globo retto dal putto. Alla fine si trattò di una nuova occasione mancata: così complicato e ricco di simboli, il ritratto non dovette piacere all'augusto, che dimostrò piuttosto di apprezzare l'aulica celebrazione di Tiziano, suo pittore ufficiale di lì a qualche anno.
A partire da quegli anni, per arrotondare, praticò sistematicamente il disegno e l'incisione, facendo pubblicare numerosi suoi lavori che così poterono essere conosciuti su vasta scala.

### Il ritorno a Parma

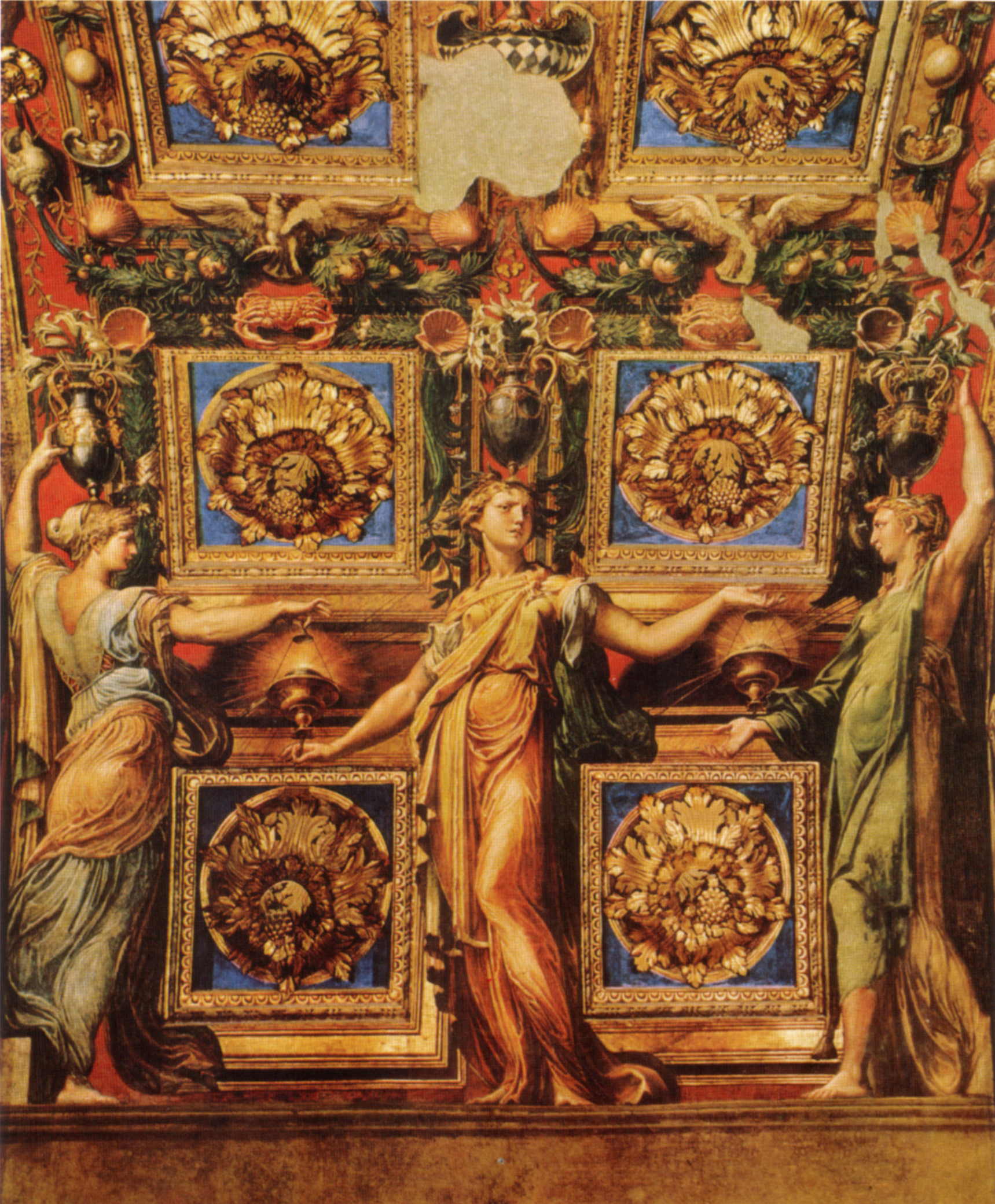
Vergini savie, Tre vergini sagge e tre vergini stolte (dettaglio), 1531-1539, Parma, basilica di Santa Maria della Steccata

Tra l'aprile del 1530 e il maggio del 1531 l'artista, che finora a Bologna "molto esperimentatosi nell'arte, senza aver fatto però acquisto nessuno di facultà, ma solo d'amici" (Vasari), prese contatti sempre più fitti con i fabbricieri della Madonna della Steccata nella sua città natale, per un'impresa pittorica, finalmente, di rilievo. Non è un caso che nel 1530 Correggio avesse lasciato la città, insoddisfatto per le critiche mosse all'audacia del suo capolavoro, la cupola del Duomo di Parma. Il santuario, sorto come ringraziamento alla Madonna per la vittoria contro i francesi del 1521, era retto da una confraternita dedita a varie attività, tra cui soprattutto quella di provvedere di dote le fanciulle povere ma oneste. Il contratto con l'artista venne firmato il 10 maggio 1531 e prevedeva la decorazione ad affresco dell'abside nella cappella maggiore e del sottarco sul presbiterio, per cui venne scelto il tema delle Vergini sagge e vergini stolte, particolarmente adatto all'attività di sostenimento nuziale della confraternita. Venne pattuito un compenso di 400 scudi d'oro e un termine dei lavori entro diciotto mesi.
Illuminanti sulla sua condizione in quegli anni sono i vari traslochi. Intanto si rileva come non abiti più con la famiglia, né nelle vicinanze, non lontano dal duomo: con i Mazzola, tanto presenti nella prima parte della sua biografia, sembra infatti aver rotto decisamente i ponti, ma nessun documento spiega questa vicenda privata; scartate le ipotesi di una controversia economica (non ve ne è traccia negli archivi di notai e avvocati parmensi) o politica (i Mazzola erano artigiani, mai presenti nella gestione del potere cittadino), si trattò forse di uno "scandalo", magari la pratica dell'alchimia di cui parla Vasari, o magari, come suggeriscono alcuni indizi, la scoperta della sua omosessualità.

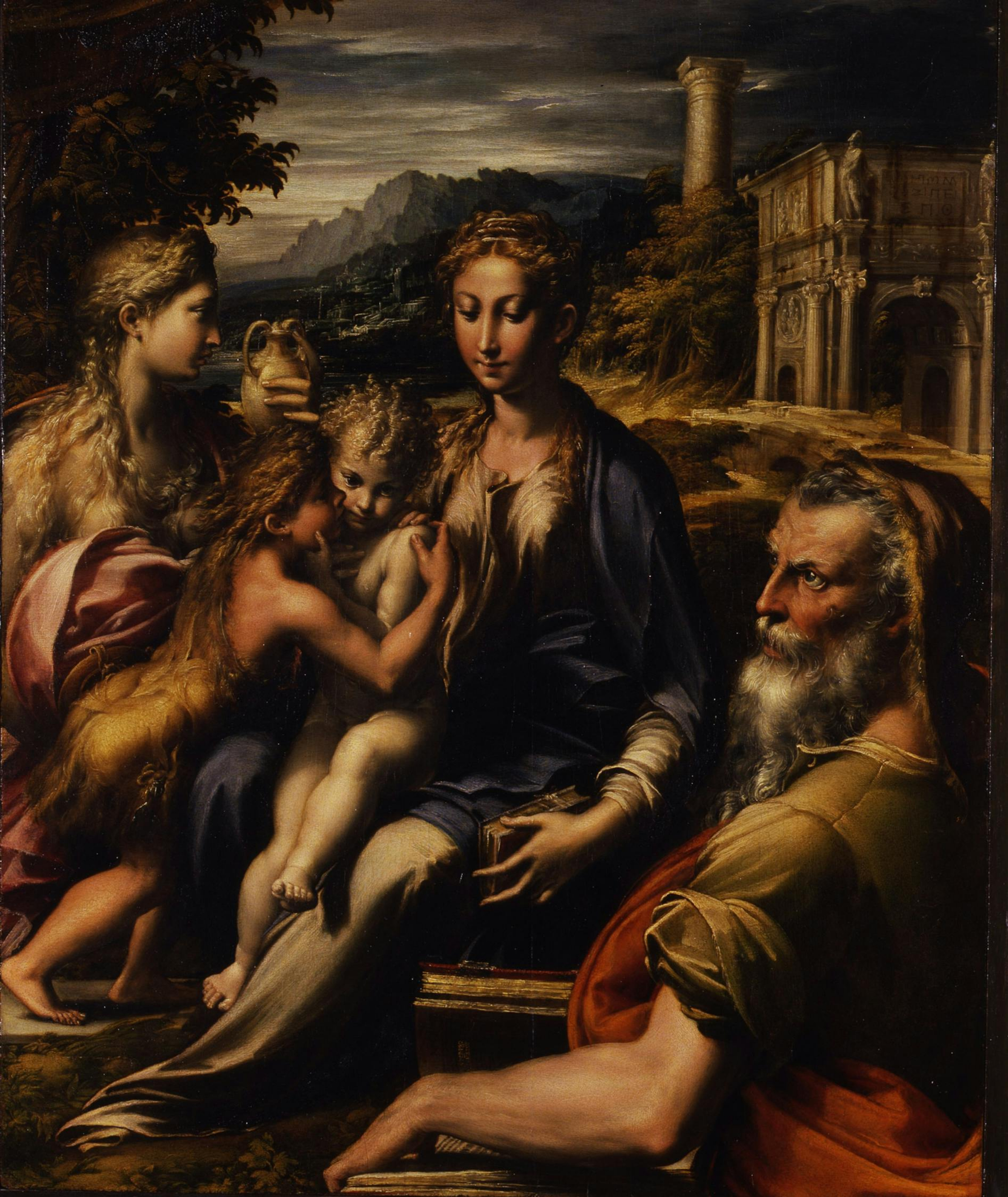
Madonna di San Zaccaria (1530 circa), Firenze, Galleria degli Uffizi

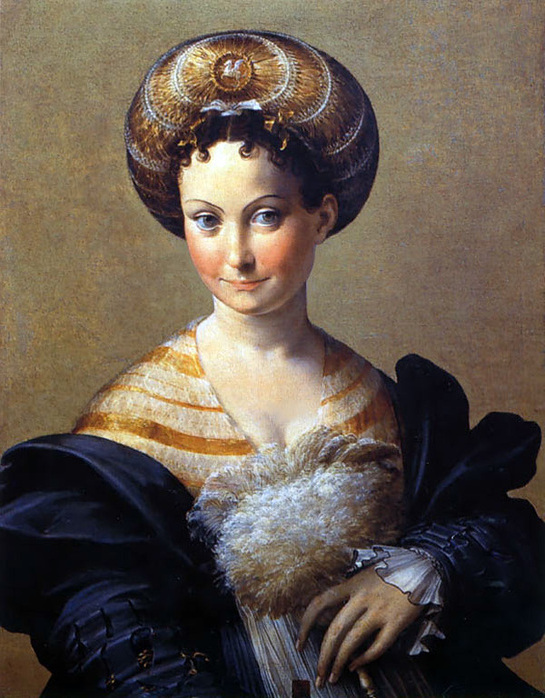
Schiava turca, 1532 circa, Parma, Galleria nazionale

Nel novembre del 1532 risultava residente in Sant'Alessandro, praticamente davanti alla Steccata, dove doveva lavorare all'epoca alacremente. Nel 1533 era in Sant'Antonino e l'anno successivo invece si allontanò bruscamente, stabilendosi nella vicinia di Santa Cecilia, nell'Oltretorrente, nei quartieri artigianali con case più modeste e dagli affitti conseguentemente più bassi. La nuova dimora (una casa con corte e giardino che costava trenta ducati all'anno) sembra indicare la volontà precisa di allontanarsi dalla Steccata, segnando simbolicamente l'abbandono dell'impresa e una crisi nei rapporti con parenti, amici e protettori fino ad allora solidali.
Il 6 novembre 1532 l'artista aveva infatti ottenuto una prima proroga sul completamento dei lavori, seguita nel 1535 da un'ingiunzione a ritirarsi dall'impresa che, per le sue rimostranze, venne trasformata in una nuova proroga, al settembre 1536.

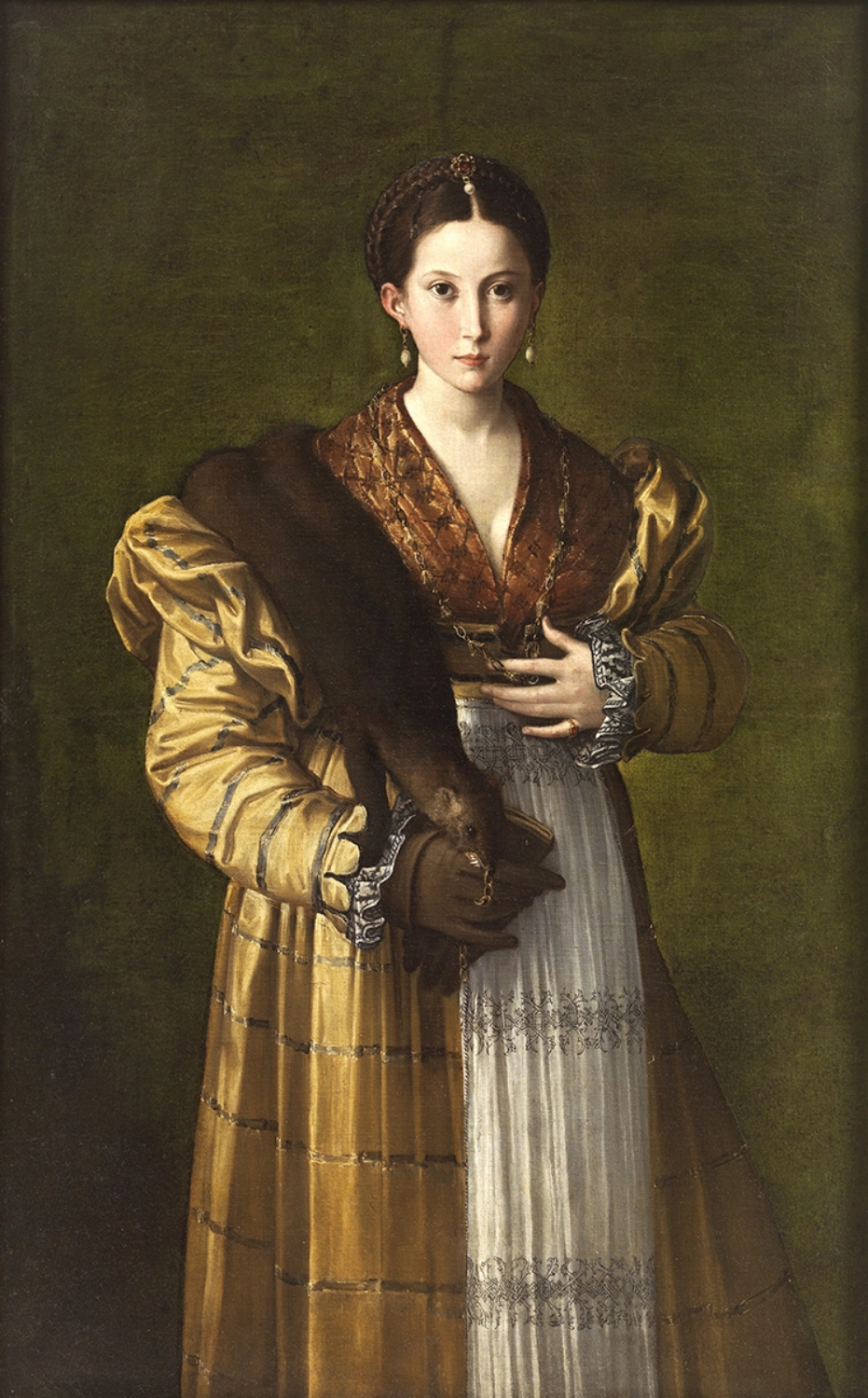
Antea (1535 circa), Napoli, Museo nazionale di Capodimonte

Risalgono a quegli anni alcune opere di piccolo e medio formato, per committenti privati, necessarie al sostentamento: Ritratto di giovane donna detto la Schiava turca, tra i più espressivi della sua produzione, la Minerva e altre. Straordinario è il ritratto della cosiddetta Antea, un'apparizione improvvisa e inquietante, dal naturalismo solo apparente, negato dall'ingrandimento "allucinante di tutto il braccio e la spalla destra, su cui la pelle di martora pesa a dismisura, la deformazione abnorme che codesta spaurita, dall'aria consunta e rassegnata, ostenta come un penoso sfallo di natura" (Bologna).
Mentre i rapporti con i confratelli della Steccata peggioravano, capolavori quali la Madonna di San Zaccaria o il Cupido che fabbrica l'arco sembrano prodotti per ingraziarsi amici e protettori durante la controversia legale seguente. La prima, creata prima del 1533, sembra infatti destinata a coprire le spese di rappresentanza legale presso un avvocato bolognese; il secondo è invece dipinto per l'amico Francesco Baiardi che, con l'architetto Damiano da Pleta, fornì la fideiussione, garantendo per l'artista quando riscosse il secondo anticipo di 100 scudi nel novembre 1532.
Il 3 giugno 1538 i fabbricieri della Steccata intimarono la restituzione di 225 scudi per inadempienza. Ottenuta una nuova proroga fino al 26 agosto 1539, e non conclusi ancora i lavori, la Confraternita adì alle vie legali e fece incarcerare il Parmigianino per quasi due mesi. Dopo la scarcerazione, il pittore lasciò Parma per Casalmaggiore. Nell'atto notarile del 19 dicembre 1539 si determina che "maestro Francesco Mazzolo pictore non si abbia più per modo alcuno intromettersi né impaciare de la pictura de la Capella grande de la giesa nova de la Madonna de la Steccata", affidando poi il disegno dell'opera a Giulio Romano che tuttavia, raggiunto da una lettera e da un minaccioso messo "amichissimo" del Parmigianino, declinò l'invito, nonostante l'iniziale assenso.
Capolavoro di quegli anni è la Madonna dal collo lungo, lasciata incompleta alla sua partenza da Parma. In essa, creata per la cappella della sorella del cavalier Baiardo, le forme allungate e sinuose, l'asimmetria, l'anticlassicismo giungono a un livello tale da costituire una decisa rottura degli equilibri del Rinascimento, che ne fanno uno dei dipinti più importanti e rappresentativi del Manierismo italiano

### L'ultimo rifugio

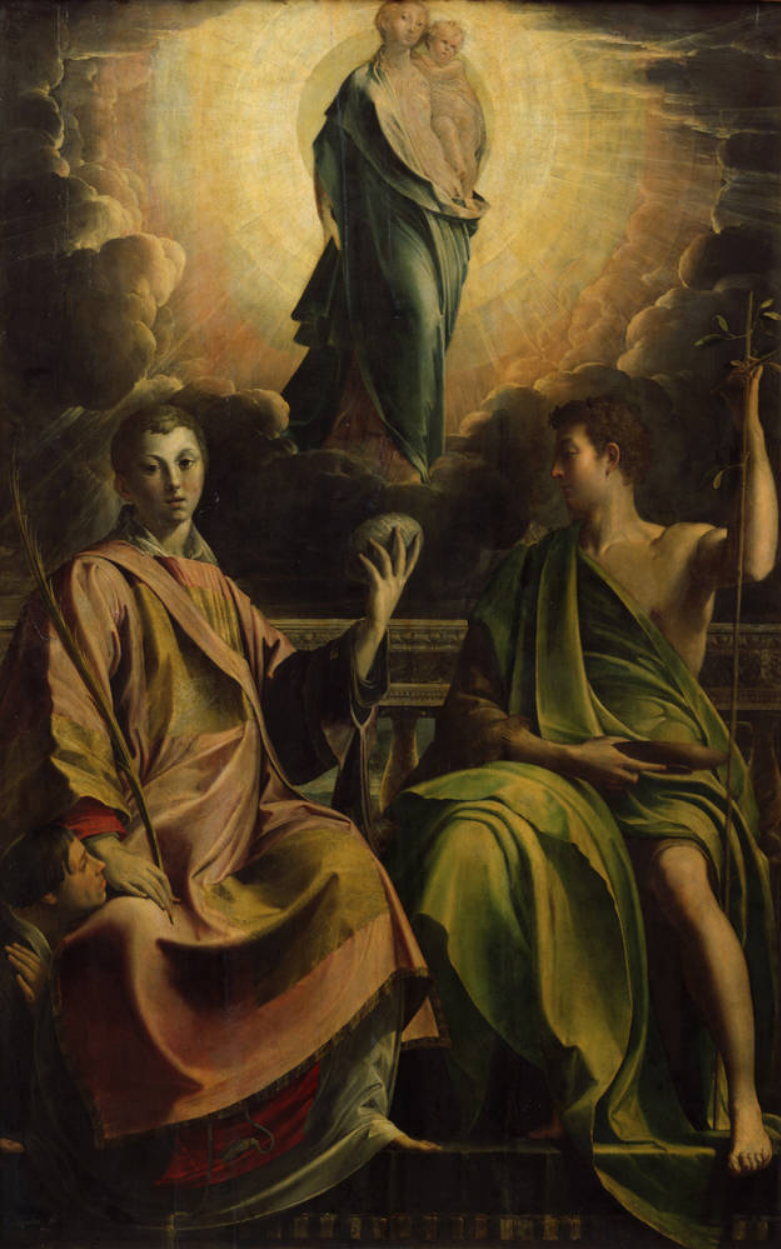
Pala di Casalmaggiore (1540), Dresda, Gemäldegalerie Alte Meister

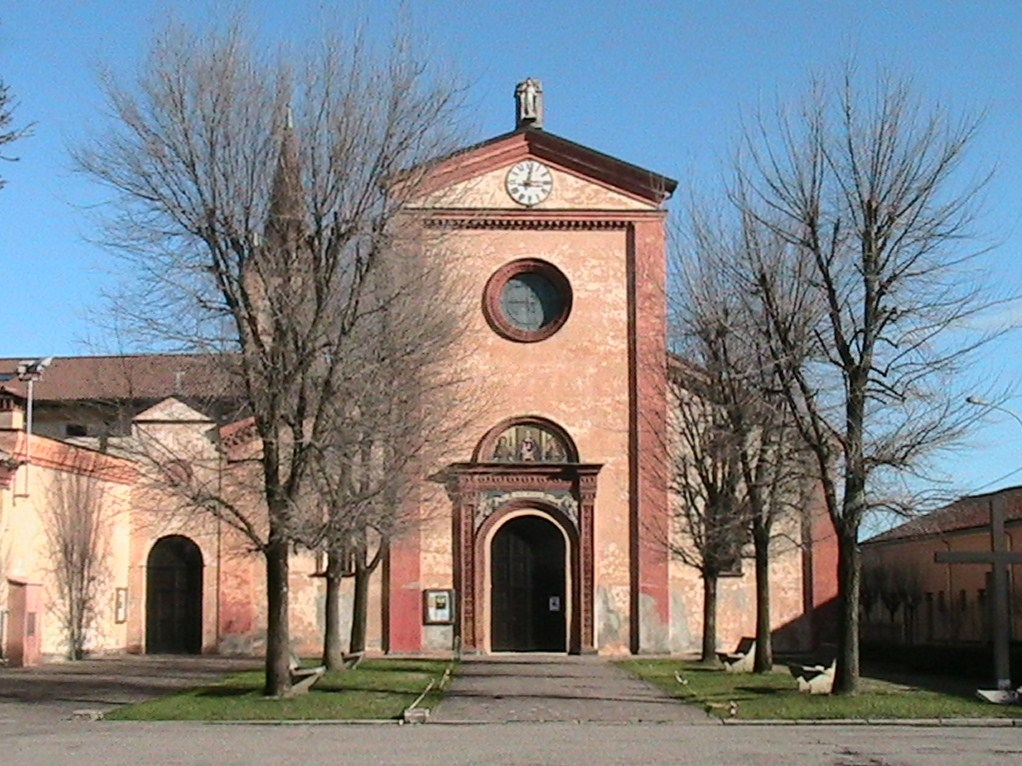
Casalmaggiore, Santuario della Madonna della Fontana, luogo di sepoltura del Parmigianino

La scarcerazione è databile ai primi mesi del 1540 e una tradizione locale, non confermata da documenti, riporta come l'artista, prima di fuggire, distrusse quel poco di suo che era abbozzato nell'abside della Steccata, offeso dall'onta dei confratelli. Se ne fuggì quindi in tutta fretta a Casalmaggiore, cittadina appena al di fuori dei confini dello Stato parmense, oggi in provincia di Cremona. Non ebbe tempo di trattenersi a San Secondo Parmense, alla corte dei Rossi di San Secondo, dove invece dovette essere stato ospite qualche anno prima, realizzando un poderoso Ritratto di Pier Maria Rossi di San Secondo e forse abbozzando soltanto quello della moglie, completato poi da qualcun altro.
Qui nell'aprile scrisse la famosa lettera a Giulio Romano, che lo esortava a rinunciare all'incarico di fornire disegni per l'abside della Steccata, in quanto tale lavoro poteva completarlo benissimo lui e ottenere quei trecento scudi che gli sarebbero spettati, in nome di una solidarietà tra artisti. Fece accompagnare la missiva da un suo fidato "amichissimo", il quale, come ebbe e scrivere Giulio Romano stesso nella sua lettera di rifiuto dell'incarico ai confratelli della Steccata, era "molto arrogante con una gran chiacchiera et parlava per geroglifici et molto devoto del detto Francesco et sviscerato et meglio c'uno advocato sapeva difendere le sue ragioni et confonder quelle de le signorie vostre. In modo a quello c'io potei comprendere par che ne poteria sequir scandalo, la qual cosa molto aborisco maximamente perché in questo guadagnuzzo non li ha da esser mia ricchezza..."
Per sopravvivere l'artista dipinse per la chiesa locale una Pala, oggi a Dresda, dove domina un irreale silenzio tra i partecipanti e con colori spenti e irreali, che venne completata, compresi gli accurati studi su carta, entro i cinque mesi scarsi che passò nella cittadina. Stando a quanto riporta Vasari, ebbe tempo anche di dipingere una Lucrezia romana, opera dalla bellezza della statuaria classica, oggi a Napoli.
Il 5 agosto 1540, infatti, durante l'estate che si può immaginare torrida, l'artista si ammalò, forse di malaria, e fece testamento, lasciando eredi i suoi tre servitori ancora minorenni, che erano forse anche suoi aiutanti nell'arte, e 100 scudi alla sorella Ginevra.
Preso da "una febbre grave e da un flusso crudele" (Vasari), nel giro di qualche settimana morì, "et a questo modo pose fine ai travagli di questo mondo, che non fu mai conosciuto da lui se non pieno di fastidii e di noie".
Fu sepolto nella chiesa dei Serviti nei dintorni di Casalmaggiore, nudo con una croce di cipresso sul petto in alto, come da lui disposto, secondo l'uso francescano. Dal 1846 ivi è ricordato da una lapide, posta nella seconda cappella a sinistra.

### L'eredità
La sua eredità dovette destare più di un cruccio per i suoi servitori, tra i quali doveva trovarsi anche l'"amichissimo" che aveva fatto la minacciosa ambasciata a Giulio Romano. L'artista, infatti, assegnò loro la casa in Borgo delle Asse in cui vivevano i suoi familiari, con cui da anni aveva rotto i ponti (a parte che con Ginevra, a quanto pare), compreso il cugino Girolamo Bedoli, artista meno dotato di lui, verso il quale doveva nutrire una sorta di risentimento per il successo che riscuoteva in quegli anni alla fabbrica del duomo, chiamato a sostituire Correggio.
La questione spinosa della casa è accennata anche dalla formula "[da assegnarla] allorquando i suddetti eredi acquisiranno e otterranno pacificamente in possesso della casa stessa": non si conosce infatti come l'artista si fosse procurato il diritto su di essa, essendo già di proprietà di suo padre e dei suoi zii; probabilmente l'aveva riscattata nottetempo, ma non vi aveva mai vissuto, lasciandola a fratelli e cugini; forse l'aveva riscattata e poi ipotecata, operazione che magari aveva ripetuto più di una volta, più o meno legalmente.
Inoltre gli eredi, il 19 settembre 1544, intentarono una causa contro la Confraternita della Steccata per riscuotere il presunto credito del Parmigianino. Fu nominato Michelangelo Anselmi (sostituto del pittore alla Steccata) quale arbitro per valutare il rapporto tra il lavoro effettivamente svolto e l'oro utilizzato. Alla fine dei calcoli e delle stime, risultò che il pittore aveva intascato centocinquanta scudi di troppo, da versare, di tasca degli eredi, nel corso dei successivi cinque anni. La vicenda paradossale, che rovinò l'esistenza del pittore, si chiuse così con questa sentenza, che ne avversava perfino gli eredi e che registrava la vittoria del potere che lo aveva avversato.
Il suo studio passò al cavalier Baiardo, che ne redasse un inventario in cui si contano 22 dipinti e ben 495 disegni autografi.

## Parmigianino disegnatore

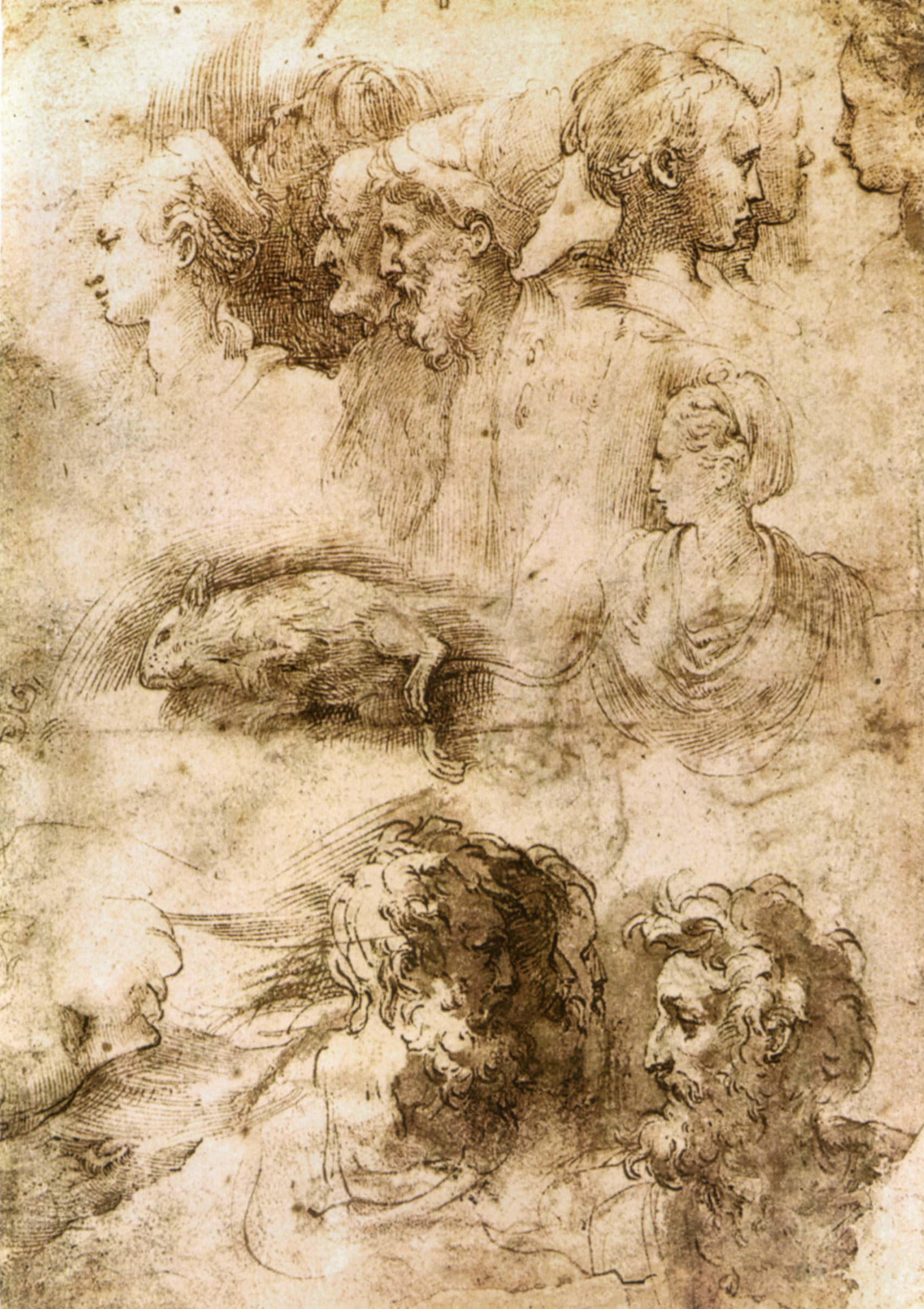
Studi di teste e un topo morto, Parma, Galleria nazionale di Parma

Parmigianino fu un grande disegnatore, paragonabile ai più grandi maestri del Rinascimento. I suoi disegni sono spesso opere finite vere e proprie eseguite con abile estro e una felice vena creativa. Essi erano destinati ad essere venduti o regalati, e spesso facevano da fonte di ispirazione per pittori di minor inventiva. Oggi si conoscono circa mille fogli attribuibili all'artista, sparsi nelle maggiori collezioni mondiali.
I soggetti spaziano dal sacro al mitologico, a volte di taglio dichiaratamente erotico, talvolta raffiguranti soggetti presi dal vero, come soleva fare Leonardo.
La finitezza di molti fogli ne facilitava la traduzione in stampa attraverso l'incisione, tecnica per la quale si affidava a specialisti oppure anche in prima persona. Lavorò infatti prima su supporto ligneo (xilografia), passando poi alla più raffinata lastra di rame (acquaforte). Il pregio che tali sue opere avevano sul mercato è testimoniato anche da un incidente avvenuto a Bologna, quando il suo supposto amico Antonio da Trento lo derubò di disegni e lastre. Racconta Vasari che del ladro non seppe mai più niente, ma riuscì a riavere le lastre che erano state depositate in casa di un bolognese, mentre i disegni non furono più trovati.

## La fortuna critica

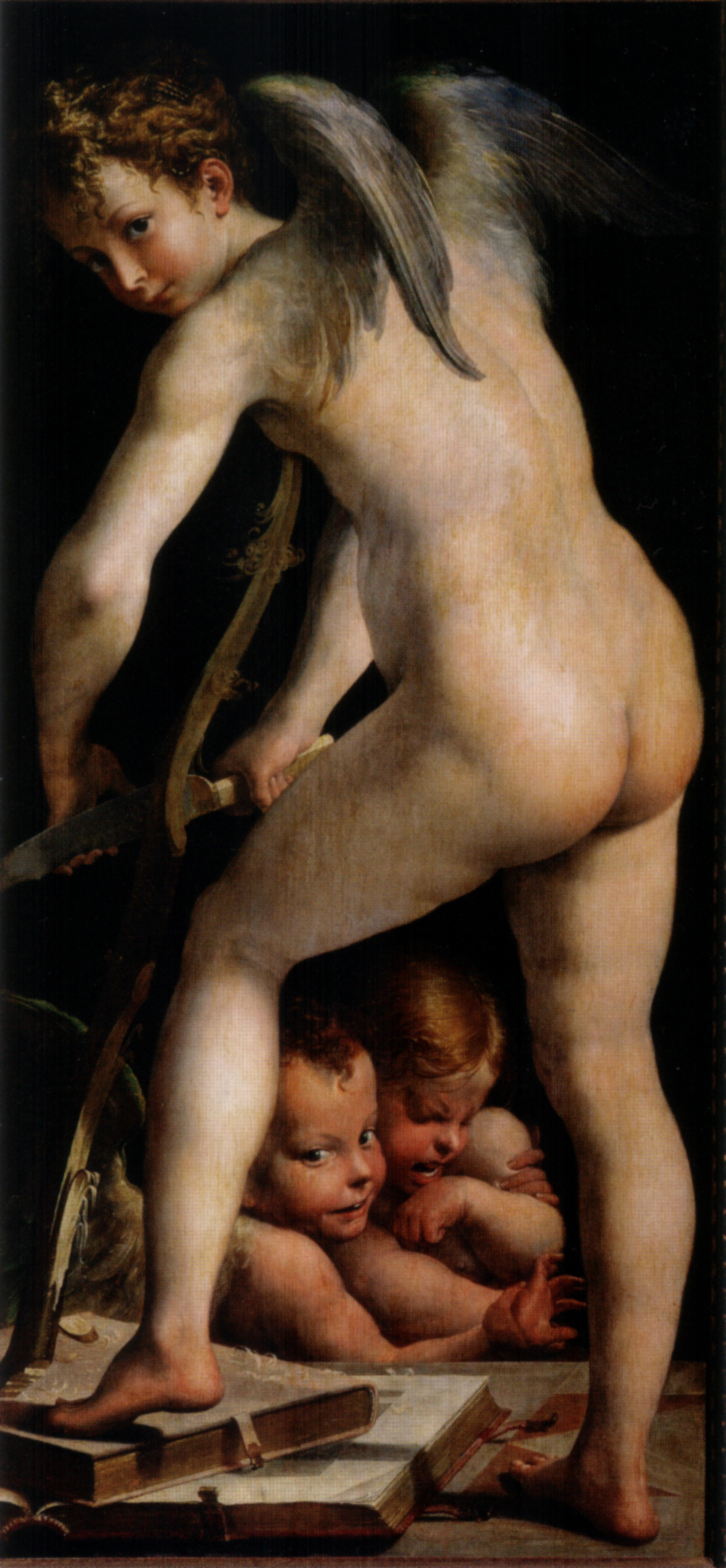
Cupido che fabbrica l'arco (1533-1535 circa), Vienna, Kunsthistorisches Museum

Già Vasari esaltò Parmigianino: "Fra molti che sono stati dotati in Lombardia della graziosa virtù del disegno e d'una certa vivezza di spirito nell'invenzioni, e d'una particolar maniera di far in pittura bellissimi paesi, non è da posporre a nessuno, anzi da preporre a tutti gl'altri, Francesco Mazzuoli parmigiano, il quale fu dal cielo largamente dotato di tutte quelle parti che a un eccellente pittore sono richieste, poiché diede alle sue figure, oltre quello che si è detto di molti altri, una certa venustà, dolcezza e leggiadria nell'attitudini, che fu sua propria e particolare. Nelle teste parimente si vede che egli ebbe tutte quelle avvertenze che si dee, intanto che la sua maniera è stata da infiniti pittori immitata et osservata, per aver'egli dato all'arte un lume di grazia tanto piacevole, che saranno sempre le sue cose tenute in pregio, et egli da tutti gli studiosi del disegno onorato".
E ne rilevò la sua passione per l'alchimia che l'avrebbe distolto dall'arte: "avesse voluto Dio ch'egli avesse seguitato gli studii della pittura e non fusse andato dietro ai ghiribizzi di congelare mercurio per farsi più ricco di quello che l'aveva dotato la natura et il cielo, perciò che sarebbe stato sanza pari e veramente unico nella pittura; dove cercando di quello che non poté mai trovare, perdé il tempo, spregiò l'arte sua e fecesi danno nella propria vita e nel nome".
Ma anche gli altri contemporanei lo tennero in altissimo conto, ritenendolo degno di Raffaello e del Correggio: "Che vi dirò io di Francesco Parmigiano? Diede costui certa vaghezza alle cose sue, che fanno innamorar chiunque le riguarda. Oltre a ciò coloriva politamente: e fu tanto leggiadro et accurato nel disegnare, che ogni suo disegno lasciato in carta mette stupore negli occhi di chi lo mira..." (Dolce, 1557). E ancora nel Seicento, per lo Scannelli si può dire che il Parmigianino acquisisse da Correggio prima e da Raffaello poi "la gratia e la delicatezza, e mediante il suo natural talento e straordinaria dispositione, componesse una terza particolar maniera sua propria, che in sveltezza, spirito vivace e gratiosa leggiadria ha superato ogni più eccellente Pittore".
Nel Settecento, con l'avvento della sensibilità neoclassica, non poterono mancare le critiche di affettazione e di mancanza di simmetria. Solo Affò, autore di una biografia sul Parmigianino, fu molto più indulgente, concedendo che il Parmigianino fosse tanto raro da poter giungere "a certi estremi senza che ciò sembri difetto: i quali estremi segnati essendo, dirò così, da linee quasi invisibili, vengono di leggieri oltrepassati da coloro che per solo sforzo d'imitazione tentano di raggiungerli", rimproverando piuttosto i suoi imitatori di non aver avuto "tutte quelle avvertenze ch'egli ebbe" cadendo così "nella peste dell'affettazione".
Nell'Ottocento il Parmigianino fu ignorato o disprezzato: così il Burckhardt considerò la Madonna dal collo lungo di "insopportabile affettazione", accusando i discepoli del Correggio, fra i quali inserisce anche Parmigianino, di avere frainteso il maestro, "credendo che il fascino ne consistesse in una delicatezza speciale e in un modo speciale di presentare le forme, non rendendosi conto che il fattore principale era dato dall'immediatezza delle forme piacevoli". Per Blanc, invece, nel Parmigianino era "costante il desiderio di piacere attraverso una certa aristocrazia di forme, risultato di costruzione mentale più che derivazione dalla natura, nella quale le perfette proporzioni sono più misurate. Il Mazzola credeva di conoscere la natura a memoria e perciò smise presto di consultarla...".
Nel Novecento si assiste a una ripresa di interesse per le esperienze manieristiche; per Quintavalle, nel pittore vi fu per tutta la vita un "tormento di ricerca mai sostante e mai pago, come il succedersi dei suoi meditati trapassi da un mondo eminentemente visivo a tanta rigorosa e cerebrale resa che subordina ogni elemento narrativo alla pura astrazione e non tien conto della realtà, sì cara ai profani di pittura, tanto da giungere nelle sue ultime opere a un assoluto decorativo, spoglio di ogni realismo e senza profondità prospettica, come un policromo arazzo, o a un formalismo astratto e quasi pietrificato...".
Fondamentale ancor oggi per completezza è la monografia di Freedberg, apparsa nel 1950, per il quale il Parmigianino fu "per innata disposizione un manierista. Ma senza l'esperienza del Rinascimento, il suo maturo Manierismo non avrebbe mai potuto assumere la propria significativa forma storico-artistica. Lo stile del Parmigianino sarebbe rimasto di un Manierismo ingenuo e personale o anche provinciale....".
Per Argan, Parmigianino "avverte che la storia non è più l'esperienza fondamentale e che il presente si confonde con l'eterno in una dimensione senza tempo, irreale. Il suo bello è il segno della negatività di tutti gli altri valori, e da questa negatività, che in certo senso denuncia, riceve il suo splendore misterioso, lunare. Se però ci chiediamo perché il Parmigianino non porti innanzi l'esperienza correggesca, anzi torni indietro fino a ritrovare il rigorismo ossessivo e anch'esso formalistico dei ferraresi del Quattrocento, dobbiamo riconoscere che il freno allo sviluppo immediato del correggismo è nella cultura stessa del Correggio. Non si fonda, come il Correggio ha cercato di fondare, un nuovo e positivo valore, una funzione concreta dell'immaginazione, se non si rinnovano radicalmente le basi dell'esperienza del reale, di cui l'immaginazione vuole essere, appunto, il séguito con la congettura del verosimile o del possibile. E il Correggio... non le rinnova: il suo fondamento rimane la cultura umanistica dell'ultimo Quattrocento... Solo quando la pittura veneta avrà rinnovato radicalmente le basi dell'esperienza visiva della realtà, il primo artista barocco, Annibale Carracci, potrà rendere attuale e feconda la lezione, rimasta sospesa, del Correggio".

## Dipinti

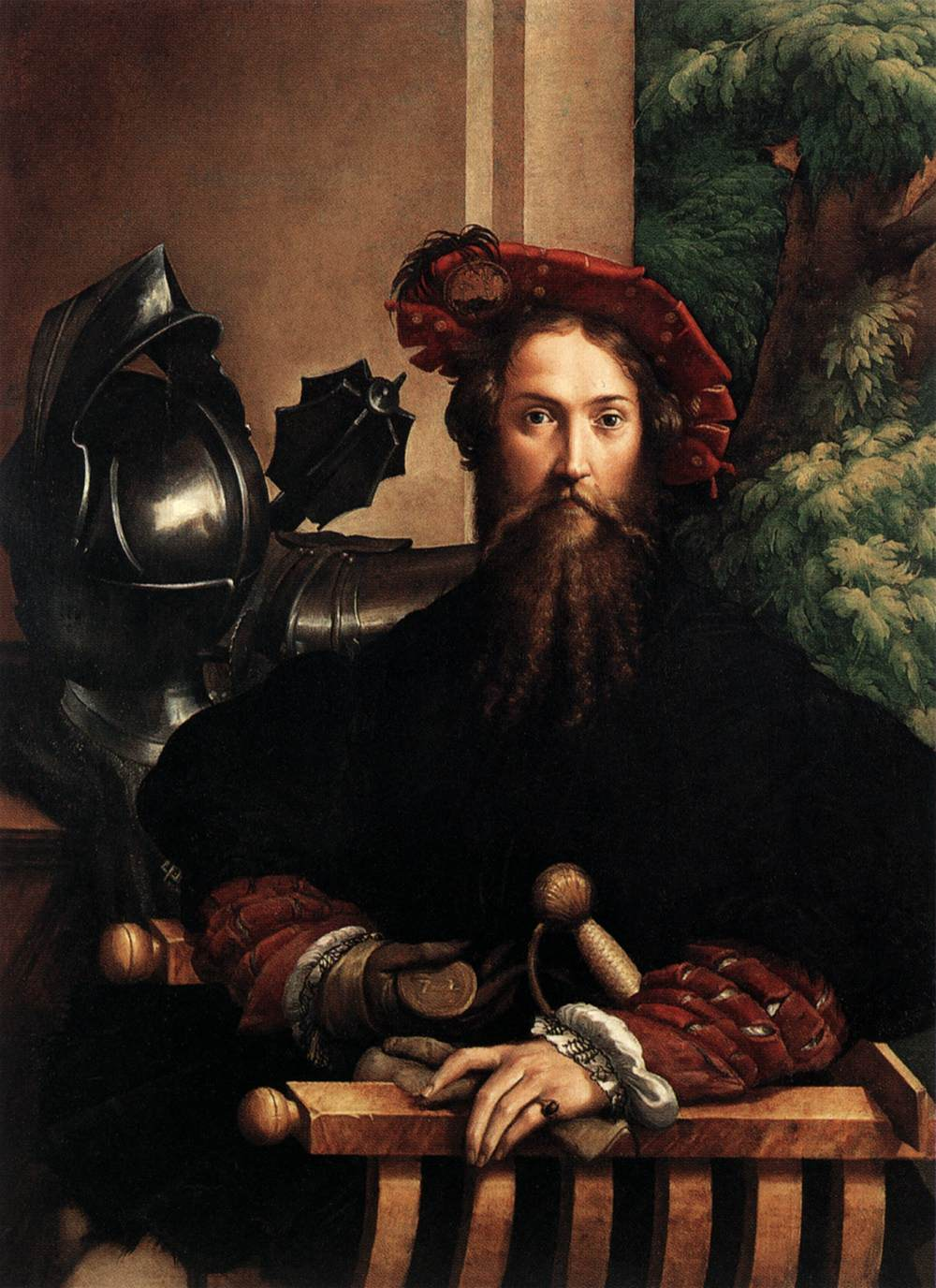
Ritratto di Galeazzo Sanvitale, 1524, Napoli, Museo nazionale di Capodimonte

### Gioventù
- Battesimo di Cristo (attr.), 1519 circa, olio su tavola, 195x137 cm, Berlino, Gemäldegalerie
- Pala di Bardi, 1521, tempera su tavola, 203x130 cm, Bardi (Parma), chiesa di Santa Maria
- Adorazione dei pastori, 1521-1522 circa, olio su tavola, 41,9x42,3 cm, collezione privata
- Natività, 1521-1522 circa, olio su tavola, 43,1x47,3 cm, Londra, Courtauld Gallery
- Putto (come assistente di Correggio), 1522, affresco, Parma, cupola di San Giovanni Evangelista
- Sant'Agata e il carnefice; Sante Lucia e Apollonia, 1523, affreschi, Parma, chiesa di San Giovanni Evangelista, prima cappella di sinistra
- Santi Stefano e Lorenzo; San Vitale e il cavallo, 1523, affreschi, Parma, chiesa di San Giovanni Evangelista, seconda cappella di sinistra
- Santa Barbara, 1523 circa, olio su tavola, 48x39 cm, Madrid, Museo del Prado
- Santa Cecilia e David, 1523, olio su tela (sportelli d'organo), 538x278 cm, Parma, basilica di Santa Maria della Steccata
- Circoncisione di Gesù, 1523, olio su tavola, 42x31,4 cm, Detroit, Institute of Arts
- Santa con due angeli, 1523-1524 circa, olio su tavola, 26x19 cm, Francoforte sul Meno, Städel
- Autoritratto entro uno specchio convesso, 1524, diam. 24,4 cm, Vienna, Kunsthistorisches Museum
- Ritratto di un collezionista, 1524 circa, olio su tavola, 89x64 cm, Londra, National Gallery
- Stufetta di Diana e Atteone, 1523-1524, affreschi, Fontanellato, Rocca Sanvitale
- Ritratto di Galeazzo Sanvitale, 1524, olio su tavola, 109x81 cm, Napoli, Museo nazionale di Capodimonte
- Ritratto d'uomo col petrarchino, 1524, olio su tavola, 66x31 cm, collezione privata
- Ritratto d'uomo con libro, 1524 circa, olio su tela, 70x52 cm, York, York Art Gallery
- Madonna col Bambino Sanvitale, 1524, affresco frammentario, Parma, Palazzetto Eucherio Sanvitale
- Sacra Famiglia con angeli, 1524, olio su tavola, 110x89 cm, Madrid, Museo del Prado

### Roma
- Ritratto di Lorenzo Cybo, 1524 circa, olio su tavola, 126x104 cm, Copenaghen, Statens Museum for Kunst
- Natività con angeli, 1525, olio su tavola, 59x34 cm, Roma, Galleria Doria Pamphilj
- Madonna Doria, 1525, olio su tavola, 60x34 cm, Roma, Galleria Doria Pamphilj
- Madonna col Bambino, 1525, olio su tavola, 44x31 cm, Firenze, Galleria degli Uffizi
- Visione di san Girolamo, 1526-1527, olio su tavola, 343x149 cm, Londra, National Gallery
- Ritratto di Niccolò Vespucci, 1526-1527, olio su tavola, 68x54 cm, Hannover, Niedersächsisches Landesmuseum

### Bologna

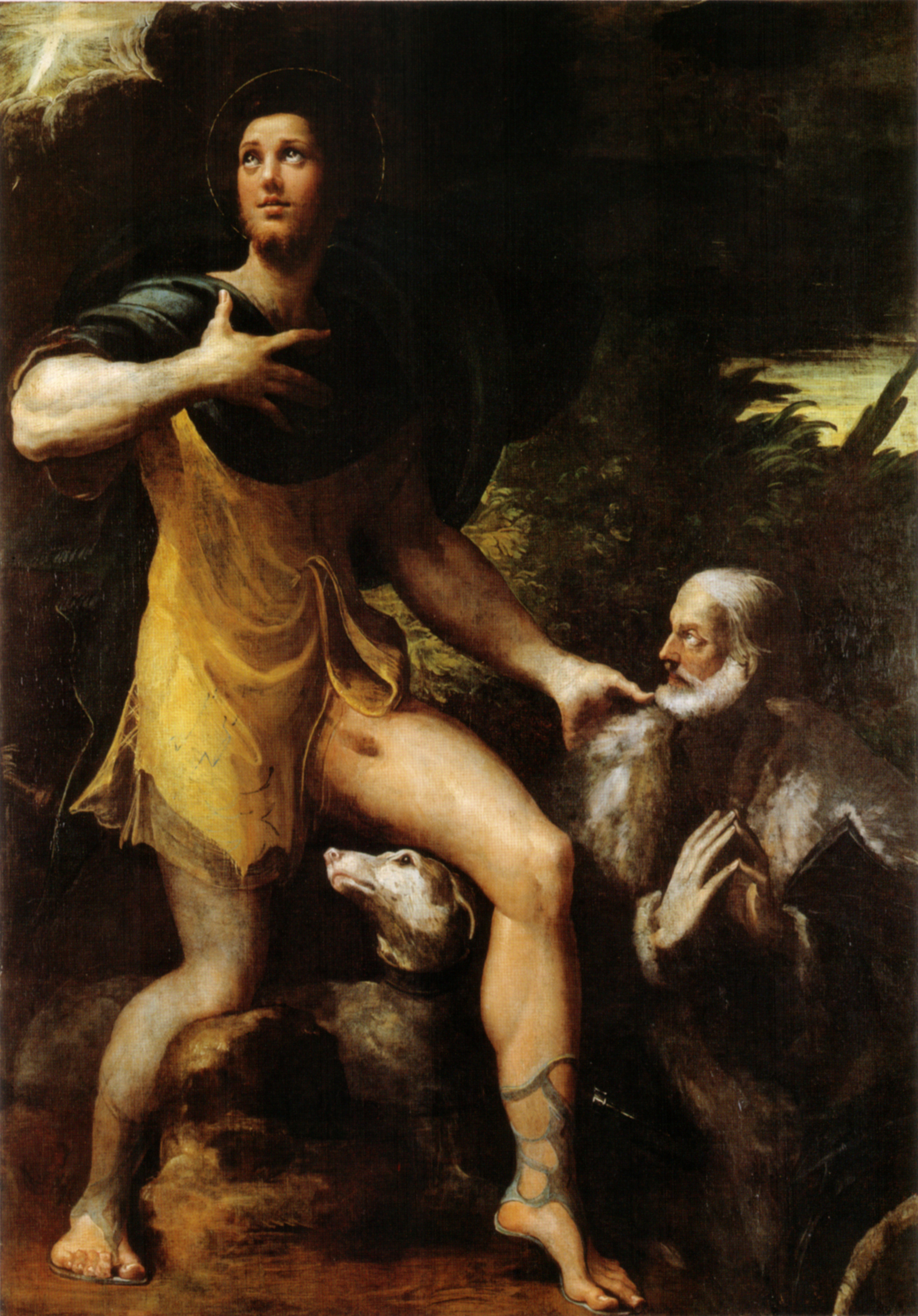
San Rocco e un donatore (1527), Bologna, Basilica di San Petronio

- San Rocco e un donatore, 1527,  olio su tavola, 270x197 cm, Bologna, basilica di San Petronio
- Conversione di san Paolo, 1527 circa, olio su tela, 177x128 cm, Vienna, Kunsthistorisches Museum
- Sacra Famiglia con san Giovannino, 1528 circa, tempera su tela, 159x131 cm, Napoli, Museo nazionale di Capodimonte
- San Rocco, 1528 circa, tempera su tela, 27,8x21,5 cm, Parma, Palazzo Marchi
- Adorazione dei Magi, 1529, olio su tavola, 120x94 cm, Taggia (Imperia), chiesa di San Domenico
- Matrimonio mistico di santa Caterina d'Alessandria, 1529 circa, olio su tavola, 20x27 cm, Parigi, Museo del Louvre
- Ritratto virile su sfondo verde, 1529 circa, olio su tavola, 29x23 cm, collezione privata
- Matrimonio mistico di santa Caterina d'Alessandria, 1529 circa, olio su tavola, 74,2x57,2 cm, Londra, National Gallery
- Matrimonio mistico di santa Caterina d'Alessandria, 1529 circa, olio su tela, 73x58 cm, collezione privata
- Madonna Vasari, 1526 circa, olio su tavola, 63,5x50,7 cm, Londra, Courtauld Gallery
- Uomo che sospende la lettura (attr.), 1529 circa, olio su tavola, 67,5x53 cm, Vienna, Kunsthistorisches Museum
- Madonna di Santa Margherita, 1529-1530 circa, olio su tavola, 204x149 cm, Pinacoteca Nazionale di Bologna
- Madonna Kedleston, 1529-1530 circa, olio su tavola, 48,5x35,5 cm, Fort Worth, Kimbell Art Museum
- Ritratto di giovane, 1529-1530 circa, olio su tavola, 97x82 cm, Hampton Court, Royal Collection
- Ritratto virile, 1530 circa, olio su tavola, 100x70 cm, Firenze, Galleria degli Uffizi
- Madonna della Rosa, 1530 circa, olio su tavola, 109x88,5 cm, Dresda, Gemäldegalerie
- Ritratto di Costanza Rangoni, contessa Gozzadini, 1530 circa, olio su tavola, 50x46,4 cm, Vienna, Kunsthistorisches Museum
- Ritratto allegorico di Carlo V (attr.), 1530 circa, olio su tela, 182x125 cm, Stati Uniti, collezione privata

### Parma

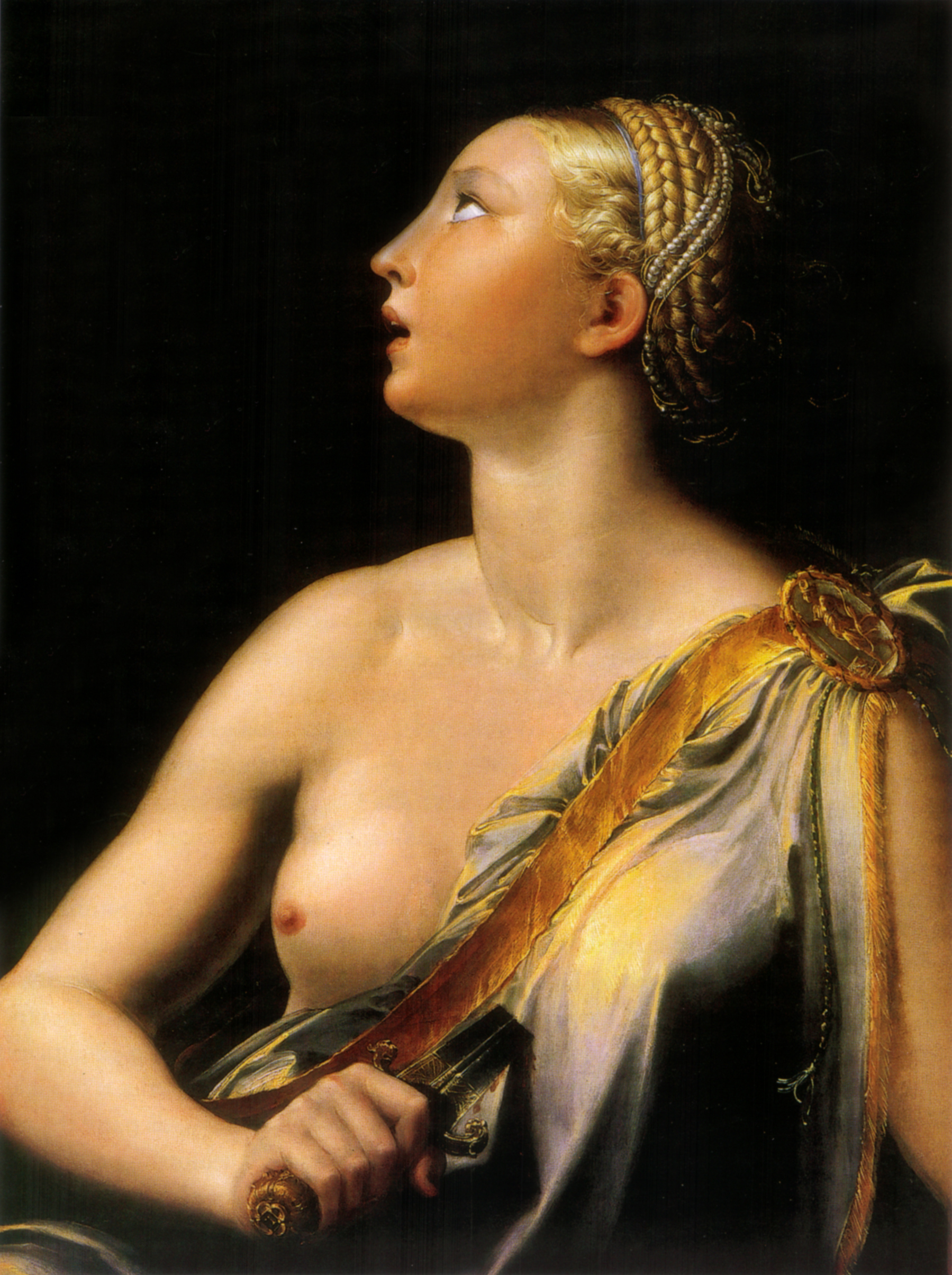
Lucrezia Romana (1540), Napoli, Museo nazionale di Capodimonte

- Sposalizio mistico di Santa Caterina d'Alessandria (attr.), 1524, olio su tela, 74× 17 cm, Parma, Galleria nazionale
- Fanciullo con l'abbecedario e un dito in bocca, 1530 circa, olio su tavola, 45,5x32,5 cm, collezione privata
- Madonna di San Zaccaria, 1530-1533 circa, olio su tavola, 73x60 cm, Firenze, Galleria degli Uffizi
- Minerva, 1530-1533 circa, olio su tela, 63,5x46,5 cm, Hampton Court, Royal Collection
- Tre teste (attr.), 1530-1534 circa, affresco frammentario, Roma, Galleria Spada
- Ritratto del Pianerlotto, 1531 circa, olio su tavola, 52x42 cm, Roma, Galleria Borghese
- Autoritratto (attr.), 1531 circa, olio su tavola, 100x70 cm, Firenze, Galleria degli Uffizi
- Ritratto virile (attr.), 1531 circa, olio su tavola, 98x84 cm, Napoli, Museo di Capodimonte
- Tre vergini sagge e tre vergini stolte, 1531-1539, affreschi, Parma, chiesa di Santa Maria della Steccata
- Schiava turca, 1533 circa, olio su tavola, 67x53 cm, Parma, Galleria nazionale
- Cupido che fabbrica l'arco, 1533-1535 circa, olio su tavola, 135x65,3 cm, Vienna, Kunsthistorisches Museum
- Madonna dal collo lungo, 1534 circa, olio su tavola, 216x132 cm, Firenze, Galleria degli Uffizi
- Antea, 1535 circa, olio su tela, 135x88 cm, Napoli, Museo di Capodimonte
- Ritratto maschile, 1535 circa, olio su tavola, 117x98 cm, Vienna, Kunsthistorisches Museum
- Ritratto di Pier Maria Rossi di San Secondo, 1535-1539 circa, olio su tavola, 133x98 cm, Madrid, Museo del Prado

### Casalmaggiore
- Ritratto di gentiluomo (attr.), 1537 circa, olio su tavola, 117x98 cm, Vienna, Kunsthistorisches Museum
- Ritratto di Camilla Gonzaga, 1538 circa, olio su tavola, 128x97 cm, Madrid, Museo del Prado
- Pala di Casalmaggiore, 1540, olio su tavola, 253x161 cm, Dresda, Gemäldegalerie
- Lucrezia romana, 1540 circa, olio su tavola, 68x52 cm, Napoli, Museo nazionale di Capodimonte
- Autoritratto con berretto rosso (attr.), 1540, olio su carta, 21x15 cm, Parma, Galleria nazionale

## Disegni

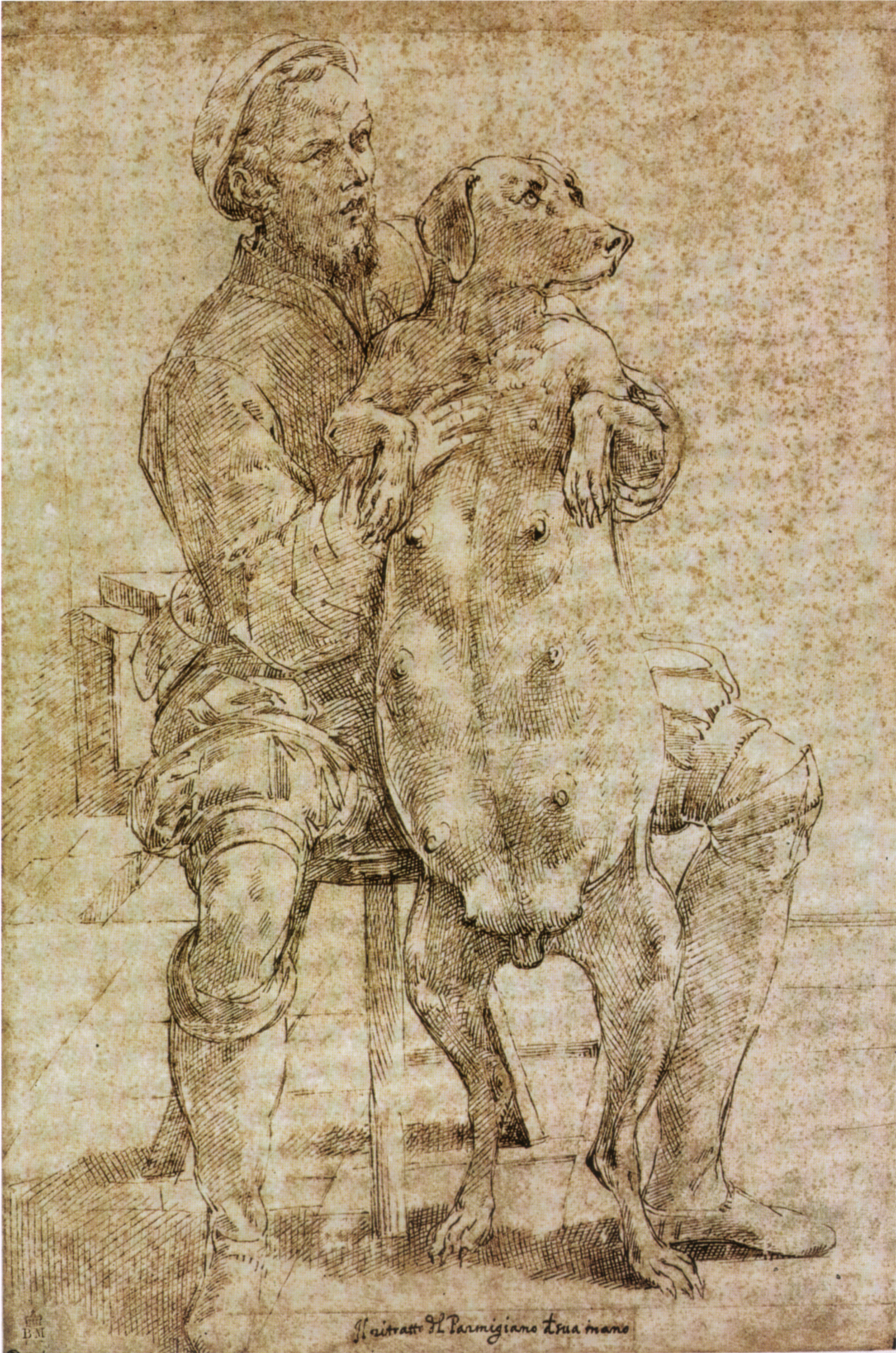
Autoritratto (presunto) con cagna gravida, Londra, British Museum

Selezione di disegni del Parmigianino:
- Matrimonio di Alessandro e Rossana, Amburgo, Hamburger Kunsthalle
- Guarigione dei malati, Angers, Musée des Beaux-Arts
- Studio per le sante Lucia e Apollonia, Berlino, Kupferstichkabinett
- Studio per Diana e Atteone, Berlino, Kupferstichkabinett
- Sposalizio della Vergine, Chatsworth House, collezioni del duca di Devonshire e Chatsworth
- Giovane uomo con cani, Chatsworth House, collezioni del duca di Devonshire e Chatsworth
- Autoritratto, Chatsworth House, collezioni del duca di Devonshire e Chatsworth
- Autoritratto con cane, Londra, British Museum
- Giovane in piedi, Londra, British Museum
- Studio di profeta, Londra, British Museum
- Studio di nudi, Londra, British Museum
- Studio per la decorazione della Steccata, Londra, British Museum
- Studio di filosofo seduto, Londra, British Museum
- Studio per canefora, Londra, British Museum
- Conversione di san Paolo, Londra, collezione Seilern,
- Interno di chiesa con Presentazione al tempio, Londra, Victoria and Albert Museum
- Figura di uomo in piedi, Modena, Galleria Estense
- Studio per la decorazione a rosoni della Steccata
- Donna seduta a un tavolo, Napoli, Museo di Capodimonte
- Discesa dello Spirito Santo, Napoli, Museo di Capodimonte
- Serie di studi per il Mosè della Steccata, New York, Metropolitan Museum of Art
- San Girolamo seduto presso un albero, Parigi, Cabinet des Dessins
- Madonna con il Bambino e san Giovannino, Parigi, Cabinet des Dessins
- Marsia, Parigi, Cabinet des Dessins
- Giove e Antiope, Parigi, Cabinet des Dessins
- Studio di putti,l Parigi, Cabinet des Dessins
- Studio di fanciullo, Parigi, Cabinet des Dessins
- Sacra Famiglia con angelo, Parigi, Cabinet des Dessins
- Studio di canefore per la Steccata, Parigi, Cabinet des Dessins
- Uomo seduto su una barca, Parigi, Cabinet des Dessins
- Testa di cane, Parigi, Cabinet des Dessins
- Studio di uomo nudo seduto, Parigi, Cabinet des Dessins
- Madonna con cinque santi, Parigi, Cabinet des Dessins
- Scena mitologica, Parigi, Cabinet des Dessins
- Due putti in volo, Parigi, Cabinet des Dessins
- Santa Cecilia che suona il violino, Parigi, Cabinet des Dessins
- Uomo seduto su una savonarola, Parigi, Cabinet des Dessins
- Maddalena lava i piedi di Cristo, Parma, collezione privata
- Madonna col Bambino, Parma, collezione privata
- Nudo in piedi di profilo, Roma, Istituto nazionale per la grafica
- Granchio, Stoccolma, Nationalmuseum
- Madonna; Sacra Famiglia con santi, Svizzera, collezione privata
- Madonna col Bambino, san Giuseppe e san Giovannino, Torino, Biblioteca Reale
- Madonna col Bambino, san Girolamo, san Francesco e altre figure, Venezia, Gallerie dell'Accademia

## Opere già attribuite
- San Girolamo, falso moderno, olio su tavola, 28x56 cm, collezione privata

## Allievi o seguaci
Queste personalità seguirono le orme di Parmigianino, ispirandosi alle sue opere:
- Nicolò dell'Abate
- Girolamo Mazzola Bedoli
- Paolo Veronese
- Bartolomeo Schedoni
- Andrea Schiavone
- Vicenzo Caccianemici

## Bibliografia

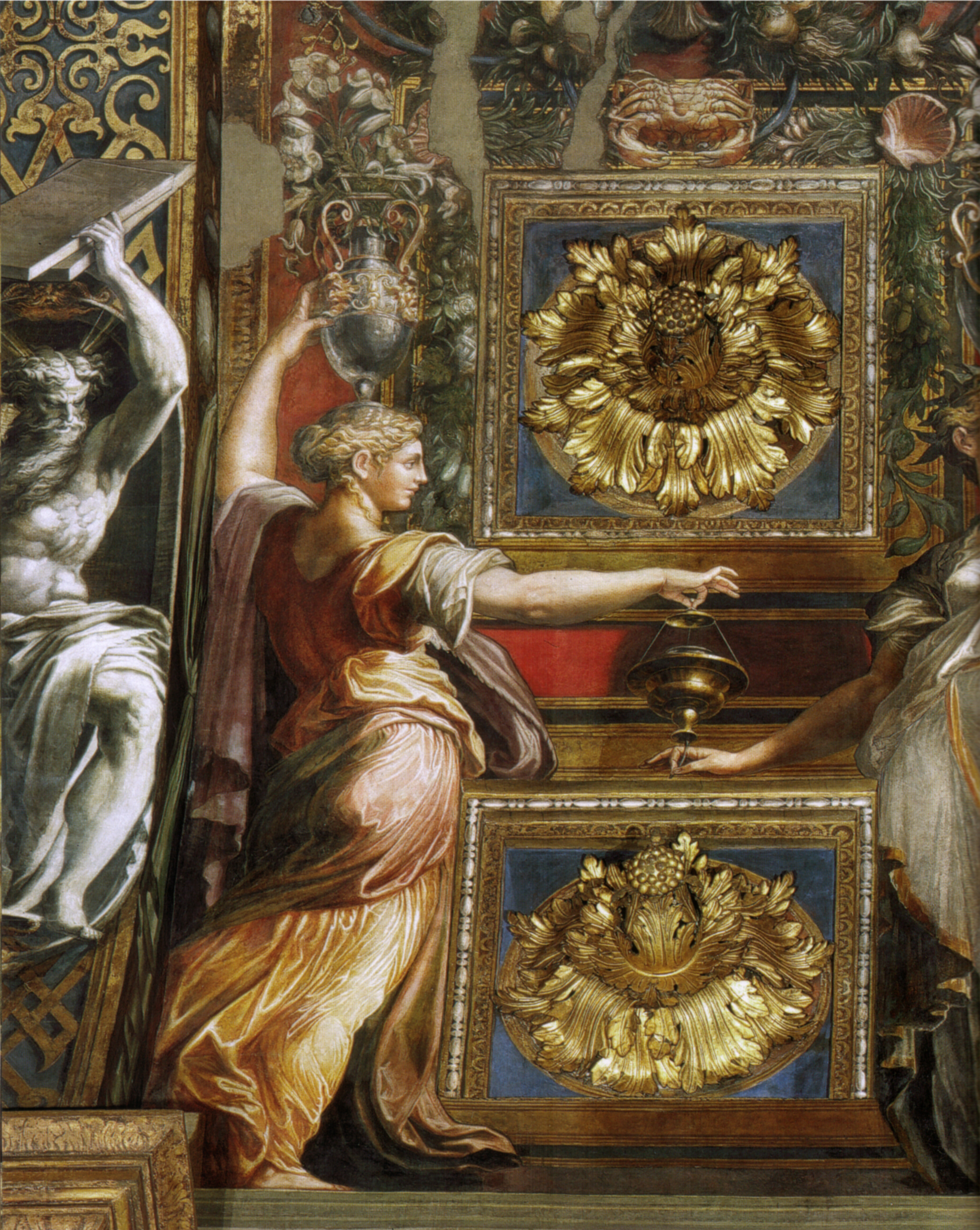
Tre vergini sagge e tre vergini stolte (dettaglio), 1531-1539, Parma, Basilica di Santa Maria della Steccata

### Annotazioni
1. ↑  Il soprannome gli derivò dalla sua città natale e dall'aspetto aggraziato.[1]

### Fonti
1. ↑   Emanuela Pulvirenti, Artelogia, vol. 2, Zanichelli,  p. 230.
2. ↑  Viola, cit., pag. 6.
3. ↑  Viola, cit., pag. 7.
4. ↑  Viola, cit., pag. 5.
5. 1 2 3  Viola, cit., pag. 11.
6. ↑  Viola, cit., pag. 9.
7. ↑  Viola, cit., p. 16.
8. ↑  Viola, cit., p. 17.
9. ↑  Viola, cit., pp. 20-23.
10. ↑  Paola Brianti,  Parmigianino, il mistero di un genio.
11. ↑  Viola, cit., p. 20.
12. ↑  Viola, cit., p. 33.
13. ↑  Viola, cit., p. 30.
14. ↑  Viola, cit., pag. 23.
15. ↑  Il battesimo venne poi celebrato in fretta e furia da due sacerdoti, forse perché il bambino era già malato; infatti morì poco dopo.
16. ↑  Viola, cit., p. 36.
17. 1 2  Viola, cit., p. 37.
18. ↑  Viola, cit., p. 42.
19. ↑  Cit. anche il Viola, pag. 43.
20. ↑  Viola, cit., pag. 45.
21. ↑  Viola, cit., pag. 47.
22. ↑  Di Giampaolo-Fadda, cit., scheda sull'opera.
23. 1 2  Viola, cit., pag. 50.
24. ↑  Viola, cit., p. 59.
25. ↑  Viola, cit., p. 65.
26. ↑  L'artista non si sposò mai; in alcune opere inoltre vi è un forte accento erotico su fanciulli, dalle rotondità prorompenti e femminee, come nel Cupido che fabbrica l'arco o nella Madonna di Santa Margherita.
27. 1 2  Viola, cit., p. 68.
28. ↑  Viola, cit., p. 67.
29. ↑  Di Giampaolo-Fadda, cit., p. 159.
30. ↑  Viola, cit., p. 104.
31. ↑  Uffizi, cit., p. 181.
32. ↑  Cit. in Viola, p. 104.
33. 1 2 3  Viola, cit., p. 106.
34. ↑  Vasari, 1568.
35. 1 2 3  Viola, cit., p. 57
36. ↑  Lombardia al tempo aveva un significato più ampio dell'attuale, e arrivava a comprendere un po' tutta la Pianura Padana.